# 法國菜
法國菜（法語： [kɥi. zin fʁɑ̃.sɛz]）指的是以法式標準烹飪的菜式。法国人相当重视美食，其世界著名的起源是從17～18世紀開始的。當時的法國國王路易十四因其凡爾賽的風氣，成為全歐洲皇室們的模倣對象，而法王所吃的宮廷菜也順勢成為全歐洲最高級的料理，此為法餐的第一次巔峰。20世紀末，又因為冷戰的結束以及前东欧阵营諸國加入欧盟，世界各地的「旅法」观光客急劇增多，此為法餐的第二次巔峰。
現代法國人有意識的去收集、整理、保護並對外宣傳其版圖內的一切食品，法語中的“恢復（Restaur）”就是英文中“餐廳（Restaurant）”和“復興（Restore）”一詞的詞源。法國政府對本國食材有著極度嚴苛的“標註法定產区政策”，即AOP & AOC，竭力避免顧客把非法國產的食品和法國原產的食品搞混，而且只有身為發源地的地區才有資格申請產地保護，而其它地區就算在法國國內也不能申請。以目前的料理分佈來說，法國北部多使用禽鳥肉，南部和西部沿海多使用海鮮，东部则多用家畜肉，法國全年則使用各种紅酒、蔬菜和起司。這種強烈的地方主義和貿易保護主義促使法國成為了歐洲最大、世界第三大的农产品出口國。
法國的廚師們會傾向於鑽研獨特性高的、視覺和味覺上有衝擊力的手法，導致法式烹飪技術在一年又一年的時間流逝中不斷拔高，世界各國的新晉中產階級、暴發戶也以“能吃到法國菜”為一種“炫耀型消費手段”。但法式料理的唯一缺點是價格太過昂貴，取得正宗的食材和醬汁均不容易，以至於長期被隔絕於平民的世界之外，在法國以外的國家很難成為日常飲食。故許多外国名廚在學會了法餐之後，會根據本國的食材去發明一些在法国所沒有的新菜。
2010年11月，經過“聯合國教科文組織”的認可，法國菜被登錄為世界無形文化遺產。雖然法國菜以高級料理聞名，但法國政府將法國菜定義為「法國土壤上所孕育的菜品、食材、農產品、廚具和餐具之集合」，強調平民菜、農村菜、鄉土菜等才是法國饮食文化中的主體。

## 別稱
- 法文：寫為“Cuisine française”，“cuisine”一詞是“厨房”、“烹飪方式”和“最終完成的食品”這三個的集合[7][8][9]，代表法国人心中饮食文化应该由這三樣构成，而不只是集中在食物本身。
- 英文：根據法語原文而翻譯成“French cuisine”，cuisine在英文中屬於比較高級的“飲食文化”說法，在一般英文的口語裏也可直接稱為“french food”，即“法國食物”的意思。
- 中文：本條目以“法國飲食文化”為主標題，但是在中文口語裏會直接使用“法國菜”一詞；另可雅譯成“法式美食”、“法式食品藝術”；在中國大陸亦可簡稱為“法餐”；最後可跟隨日本的叫法而稱法國料理或法式料理，虽然“料理”一詞不符合中文的翻译方式，但“法國料理”的名號在中文圈卻有著強大的影響力，甚至在中國大陸還誕生出了“法料”的簡稱。

## 歷史
法國菜起源於14世紀，在未成體系之前，原本是混合了“法蘭克王國的日耳曼肉食、水果料理，西羅馬帝國的地中海蔬菜、乳製品料理，以及維京人的魚類、醃製料理”的集合體。於17世紀初，經過路易十四的巴洛克宮廷影響，積極吸收歐洲各國的料理，猶其借鑑意大利菜居多，並將他國料理轉換為純法國式的烹飪方式。因為法國菜以嚴格的用餐礼仪和絢爛豪華的裝修著称，所以當時歐洲對法國式用餐進行了跟風模倣，尤其在各國的皇室聚會和外交晚餐中會頻繁出現。期間，法國菜自身也開始獨立發展，創造出一套獨樹一幟的“法式醬汁系統”，法式醬汁又翻譯為“沙司”，是用來“引出”而非“遮蓋”食物的原味，力求找出食材和醬汁的完美比例。此時，其歐洲各國的擺盤採用銀製盤子和刀叉，以呈現大面積的金屬反光為美:1–7。
18～19世紀，受到法國大革命和工業革命影響，宮廷廚師流出凡爾賽宮，在巴黎各處開店，伴隨著鐵路交通、報社通訊的發達，原本只有巴黎獨佔的最高級的烹飪技術迅速擴散至全法國；而法國人民也因為沒有貴族階級的束縛以及人均收入的提高，可以花大錢去享受之前貴族專屬的法國菜。同時，法國的地方菜色又反向輸入巴黎，兩者相輔相成，最終全法國的料理融合為一整體，造就了法國人對美食的極致追求。此時擺盤改為純白色陶瓷，刀叉則在根部裝飾上金葉花邊，塑造出乾淨簡約的美感:144–145。法國在不僅在法國本土，在歐洲也遍地開花，當時世界上大多數國家的外交餐點都是法國式的，包括在歷史中和法國敵對的英國以及遠在東亞的日本。
20～21世紀，法國菜體系已經定型。各大餐館在保持其特色的基礎上勇於創新，發明了包括壓力鍋、琺瑯鍋、分子料理、罐頭等各式各樣的料理方法，以吸引這份雜誌的工作人員來評分。除了正餐和鹹味主食，以馬卡龍為代表的法國甜點也受到女性和年青人的更多熱愛。不僅在歐洲本土，20世紀以後的美國紐約、日本東京也湧現出對法國菜的嚮往風潮，美國和日本大量設立法國廚師學校，間接讓法國菜擴散至美洲和亞洲。在擺盤上，原本的食物體積會縮小到僅佔盤子的1/2或1/3，配合醬汁、羅勒葉、巧克力粉等點綴裝飾，利用這種五顏六色的裝飾食品作小巧精緻之美。加上全歐洲的交通網已經連通，在《米其林指南》和星級評分的帶動下，法國平民們更加了解各路美食餐館的所在地。這種方式受到了全世界的認可，“有無米其林推薦”成為“這家餐館是否能達到世界水準”的重要評判指標。目前，美食已經成為法國人最值得驕傲的事物之一，法國人越來越把食物當作宗教一般對待，每種菜都有一套完美比例的搭配方式，從原料到醬汁均不可隨意更改。

## 代表型美食
- 珍馐：
  - 法國蝸牛（Escargot à ľaïl）
  - 青蛙腿（Grenouille）
  - 肥肝（華人地區誤稱鵝肝，其實大部份為鴨肝）
  - 松露
  - 魚子醬（Caviar）

- 肉類主菜：
  - 牛肉
    - 紅酒燉牛肉、孛艮地燉牛肉（Bœuf Bourguignon）
    - 火上鍋、燉菜鍋、蔬菜燉牛肉（Pot au feu）
    - 小牛胸腺（Ris de veau）
    - 白醬燉小牛肉（英语：Blanquette de veau）、燉小牛肉佐白醬、老奶奶牛肉（Blanquette de veau）
    - 韃靼生牛塔、野蠻人牛肉（Steak tartare）
    - 諾曼地牛肚鍋、卡昂牛肚鍋（Tripes à la Mode de Caen）

  - 鴨肉
    - 油封鴨（Confit de canard）
    - 橙汁鴨肉（Duck à l'orange）
    - 香煎鴨胸、切鴨胸（Magret de canard）

  - 雞肉
    - 羊肚菌黃酒燴布雷斯雞（Poulet de Bresse au vin jaune et aux morilles）
    - 雞肝醬佐紅酒凍、雞肝紅酒凍（Pâté de foies de dinde à la gelée de vin rouge）
    - 法式馬鈴薯燉豬肉（Garbure）
    - 紅酒燉香雞（Coq au vin）

  - 豬肉
    - 辣燻腸、肚腸包（Andouille）
    - 粗粒香腸、內臟香腸（Andouillette）
    - 法國豬血腸（Boudin Noir）
    - 阿爾薩斯酸菜、香腸佐酸菜醃肉（Choucroute，發源自德國，但在法國和德國的交界處也有，法國版的和德國的大為不同）
    - 卡蘇雷燉鍋、卡酥萊砂鍋（Cassoulet）

  - 兔子肉
    - 法式燴兔肉（Lapin）

- 麵包或輕食：
  - 主食麵包
    - 長棍麵包（Baguette）
    - 可頌麵包（Croissant）
    - 布莉歐麵包（Brioche）
    - 香料麵包、潘德匹斯（Pain d'épices）

  - 早餐
    - 巧克力麵包（英语：Pain au chocolat）（法國南部寫成Chocolatine，法國北部寫成Pain au chocolat）
    - 葡萄麵包（Pain aux raisins）
    - 火腿起司三明治（Croque Monsieur）
    - 吐司女士（Croque-madame）
    - 吐司先生（Croque-monsieur）

  - 下午茶、輕食
    - 可麗餅（Crêpe）
    - 太陽翻皮餅、加萊特餅（Galette）
    - 國王餅（Galette des rois）
    - 福萊米鹹派（Flamiche）
    - 洛林派、法式鹹派（）
    - 法式蘋果派（Chausson aux pommes）

- 鹹食：
  - 海鮮
    - 貽貝薯條、牡蠣薯條（Moules-frites）
    - 法式生蠔（Huître）
    - 法式海鮮盤（Plateau de fruits de mer）
    - 美洲龍蝦（Homard à l'Américaine，雖然這道菜裡面有美洲一詞，但其實是地道的法國菜，最初由美洲的法屬殖民地運來龍蝦製成）
    - 千層酥皮狼魚（Loup en croûte)

  - 蔬菜
    - 普羅旺斯燉菜、法式雜菜煲（Ratatouille，迪士尼電影《料理鼠王》中的主角做的菜）
    - 尼斯沙律（英语：Salade niçoise）、尼斯沙拉（Salade niçoise）
    - 馬鈴薯泥（Aligot)
    - 薩瓦焗烤馬鈴薯（Tartiflette)

  - 雞蛋菜、牛奶菜、水果菜
    - 歐姆蛋（Omelette，日式蛋包飯的原型)
    - 燒烤刮起司、拉克萊特起司或哈克雷特起司燒（Raclette）
    - 起司火鍋、薩瓦乳酪鍋（Fondue savoyarde，發源自瑞士，但在法國和瑞士的交界處也有，法國版的和瑞士的大為不同）
    - 紅酒燴啤梨（Poire à la beaujolaise）
    - 索甸葡萄酒凍（Gelée de vin de Sauternes）

- 湯：
  - 馬賽魚湯、海皇湯（Bouillabaisse)
  - 法式清湯（Consommé）
  - 焗烤洋蔥湯（Soupe à l'oignon）
  - 蘑菇濃湯（Bouillabaisse）
  - 奶油龍蝦湯（Velouté de homard)
  - VGE黑松露澄清湯（La soupe aux truffes noires VGE，為法國料理界的教皇－保羅·博古斯為季斯卡總統創作的湯品，世界名菜－酥皮濃湯的原型。VGE即為季斯卡總統名字的縮寫）
  - 酥皮濃湯（台灣改良版的VGE清湯，使用奶油味濃厚的玉米濃湯代替）

- 甜點：
  - 法國甜點的種類豐富，數量位居世界之冠，由於越來越多人對法國甜點展現出超常的喜愛，導致法國的飲食規矩發生改變，現在純吃甜點也能成為一種用餐方式。

- 馬卡龍（Macaron）
- 檸檬塔（Tarte au citron）
- 翻轉蘋果塔（Tarte tatin）
- 閃電泡芙（Éclair）
- 修女泡芙（Religieuse）
- 修道院泡芙、聖多諾黑泡芙（Saint honoré）
- 慕絲
- 女侯爵巧克力（Marquise au chocolat）
- 熔岩巧克力（Fondant au chocolat）
- 百匯冰淇淋（Parfait）
- 焦糖布丁（Crème caramel）
- 奶油烤布蕾（Crème brûlée）
- 奶油酥、奎茵爱芒（Kouign-amann）
- 法式千層酥（Mille-feuille，中文根據俄文又能翻譯成：拿破崙酥）
- 法式棉花糖（
- 舒芙蕾（Soufflé）
- 可麗露、天使的鈴鐺（Canelé）
- 蘭斯玫瑰餅乾、紅果玫必思奎特（Biscuit rose de reims）
- 卡利頌（Calisson）
- 蘭姆巴巴（Baba au rhum）
- 梨海琳（Poire Belle-Hélène）
- 藍朵夏、貓舌餅（Langue de chat）
- 夏洛緹、手指餅乾蛋糕（Charlotte）
- 費南雪、金磚蛋糕（Financier）
- 蒙布朗、栗子蛋糕（Mont blanc）
- 瑪德蓮、貝殼蛋糕（Madeleine）
- 歐培拉、歌剧院蛋糕（Gâteau opéra）
- 咕咕霍夫、轉筒蛋糕（Kouglof）

## 葡萄酒、起司和醬汁

### 法國酒
法国的葡萄酒人均消費量為世界第一，几乎每餐必备，即使不直接喝也會從各種食物中吃到葡萄酒的成份。在法國菜中的海鮮基本要配白葡萄酒醬汁，牛羊鹿兔等動物肉基本要配红葡萄酒醬汁，而禽鳥肉和豬肉則是紅白皆可，以此為習慣。法國的飲酒法律也和英美國家不同，未成年人可以喝葡萄酒，因為法國人將葡萄酒視為一種“葡萄汁飲料”而非“酒精飲料”，只有啤酒、伏特加等才會被算作真正的“酒精飲料”。
- 葡萄酒（Vin）：
  - 法國市場上佔據90%以上的酒類都是葡萄酒，因為法國人原本信仰天主教，他們把葡萄酒當做耶穌的血液，故在飲食文化中給予葡萄酒極大的重視。
  - 紅葡萄酒（Vin rouge）因為法國紅酒的兩大產地為波爾多和孛艮地，甚至為此發展出了波爾多色Wine (color)和孛艮地色這兩種專門的酒紅色。
    - 赤霞珠、卡本內蘇維濃（Cabernet sauvignon）
    - 梅洛（Merlot）
    - 品麗珠、卡本內弗朗（Cabernet Franc）
    - 仙粉黛、粉黛酒（Zinfandel）
    - 黑皮諾（Pinot noir）
    - 薄酒萊（Beaujolais nouveau）

  - 白葡萄酒（Vin blanc）
    - 霞多麗、夏多內、莎當妮（Chardonnay）
    - 貴腐酒（Trockenbeerenauslese）
      - 蘇玳酒、索甸葡萄酒（Sauternes）

    - 雷司令、麗絲玲（Riesling，主要生產國是德國，但在法國的阿爾薩斯地區也非常多）
    - 白皮諾（Pinot Blanc）
    - 瓊瑤漿（Gewurztraminer）
    - 托卡伊灰皮諾（Tokay Pinot Gris）
    - 西萬尼（Sylvaner）
    - 甜慕司卡（Muscat）

  - 桃紅葡萄酒（Vin rosé）
  - 氣泡酒（Vin effervescent）
    - 香檳酒（Vin de Champagne，只有在法國香檳省生產的、按照指定釀造方式製成的、氣泡酒類型的酒才能被稱作“真正的香檳”，其餘產地的都只是普通的氣泡酒或者葡萄酒而已，而華人市場上有大量假酒冒充香檳，其中有些酒甚至不符合香檳的基本定義，連葡萄酒和氣泡酒都不算）
- 水果酒：
  - 除了葡萄酒以外的所有水果酒均可納入此類。
  - 蘋果酒（Cidre）：诺曼地地區的蘋果酒是除了葡萄酒以外第二大的酒精飲料，在諾曼地征服時代傳入英國，在英國也成為一種知名的酒，諾曼地地區的料理也是傾其所能的加入蘋果，即使鹹菜也是如此。
  - 梨酒：布列塔尼地區盛產的梨酒，1960～1990年代，法國的梨酒在美國形成跟風之潮，之後的美國也開始大量生產梨酒。
- 白蘭地（Brandy-alcool）：
  - 為某種液體的蒸餾酒，因為味道濃烈，所以大多需要兌水飲用。
  - 干邑白蘭地（Cognac）：是葡萄酒的二次蒸餾酒，特點是有木桶和黃銅的香味。
  - 蘭姆酒（Rhum）：是甘蔗汁的二次蒸餾酒，原產自西班牙、英國和法國在西印度群島的殖民地。
- 利口酒（Liqueur）：
  - 會添加糖的歐洲烈酒，法國的利口酒通常會加入葡萄、蘋果或者梨子等水果增加風味，在吃法式全餐之前也會喝利口酒來淨化腸胃。

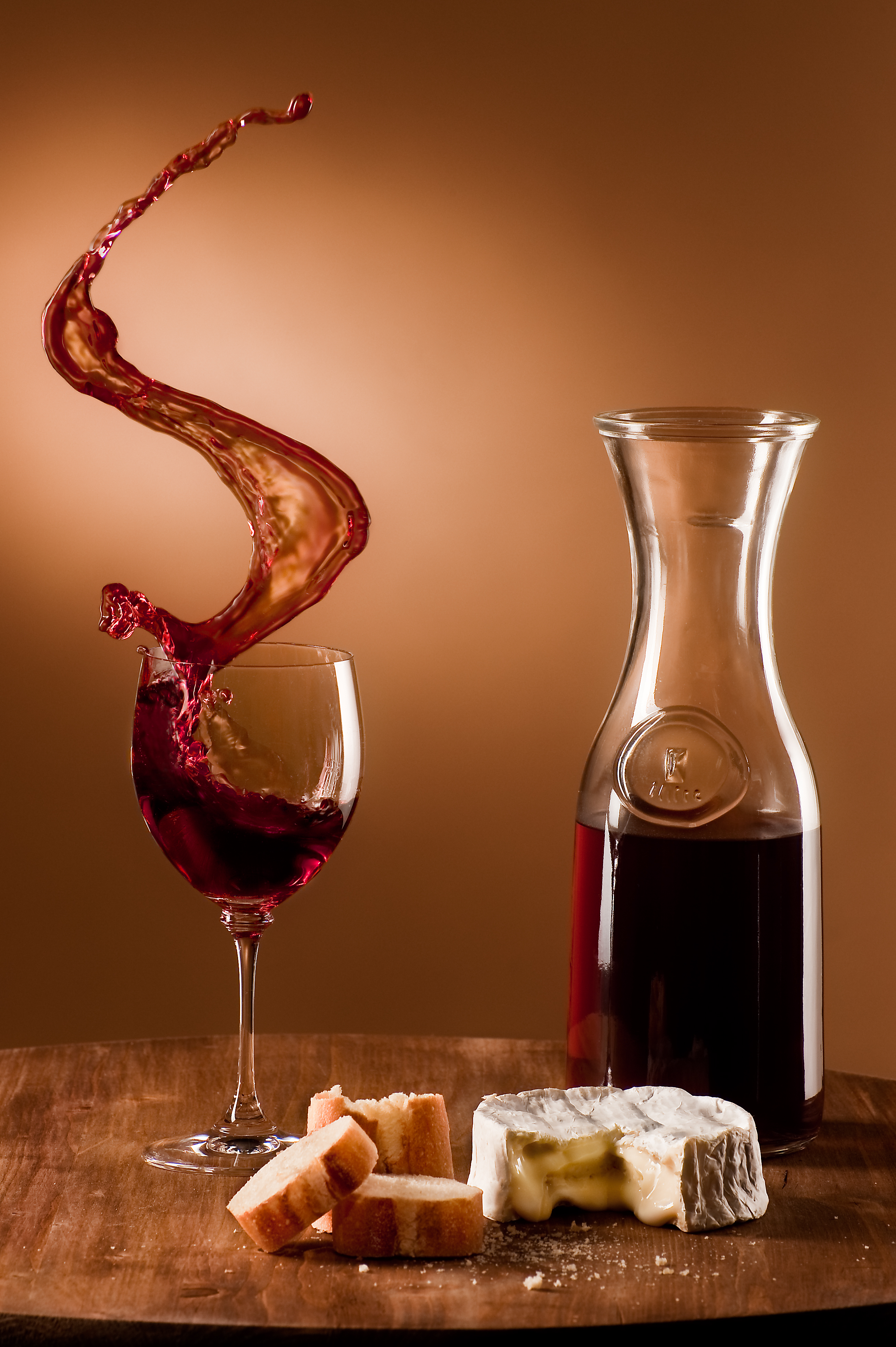
法國菜的三大代表：紅酒、起司、長棍麵包
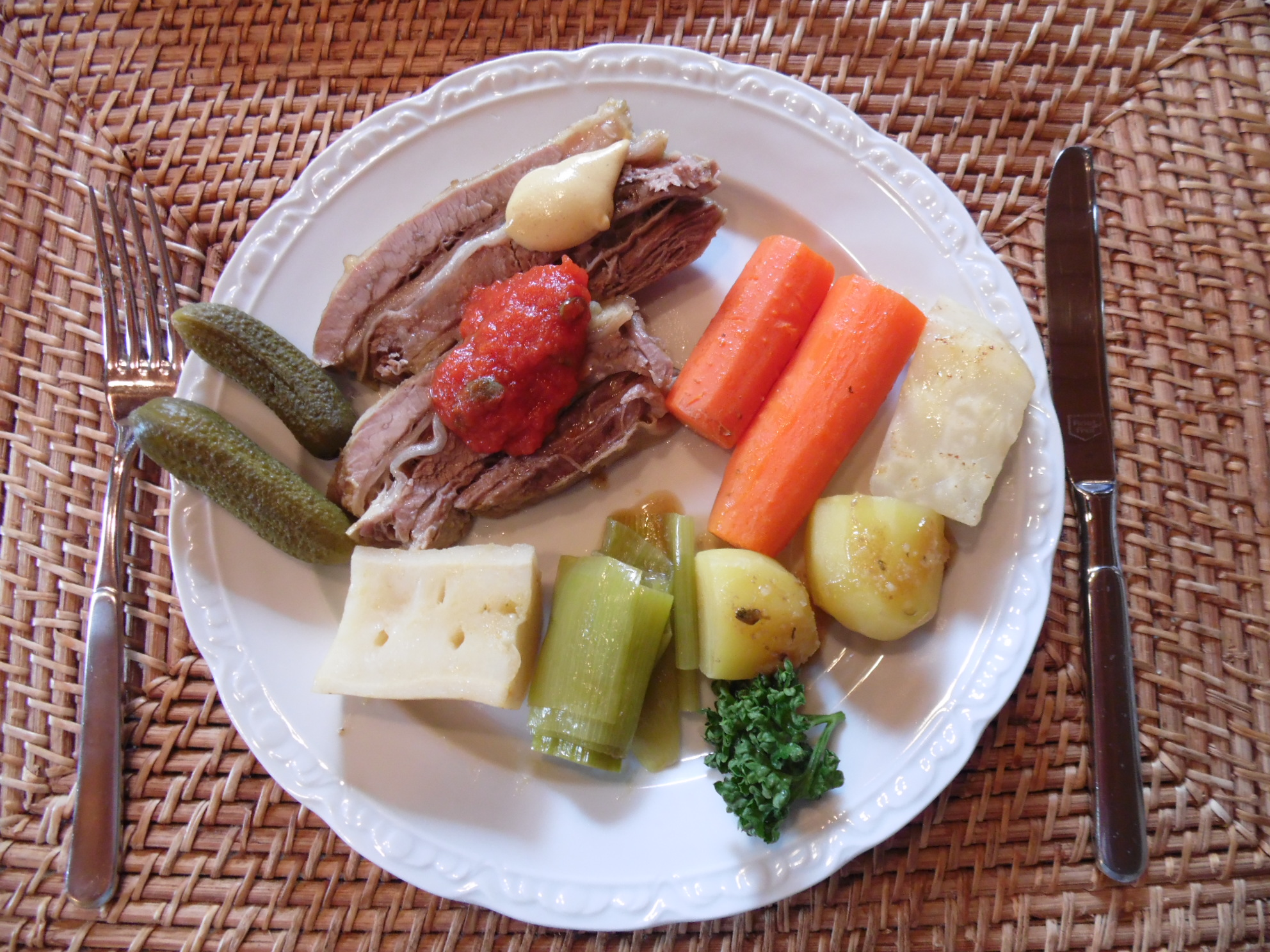
燉菜鍋
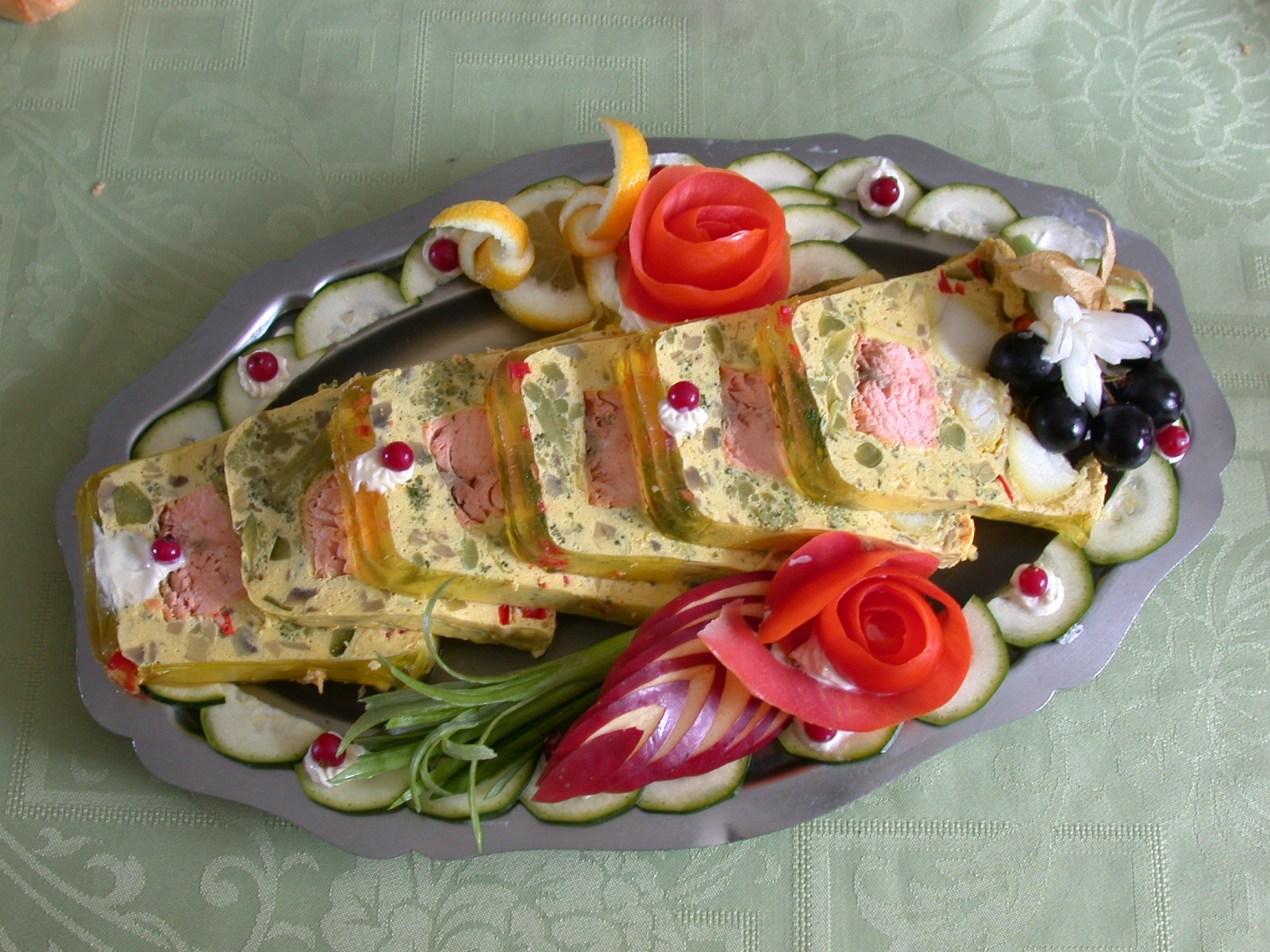
17世紀擺盤風格的“鮭魚切片”
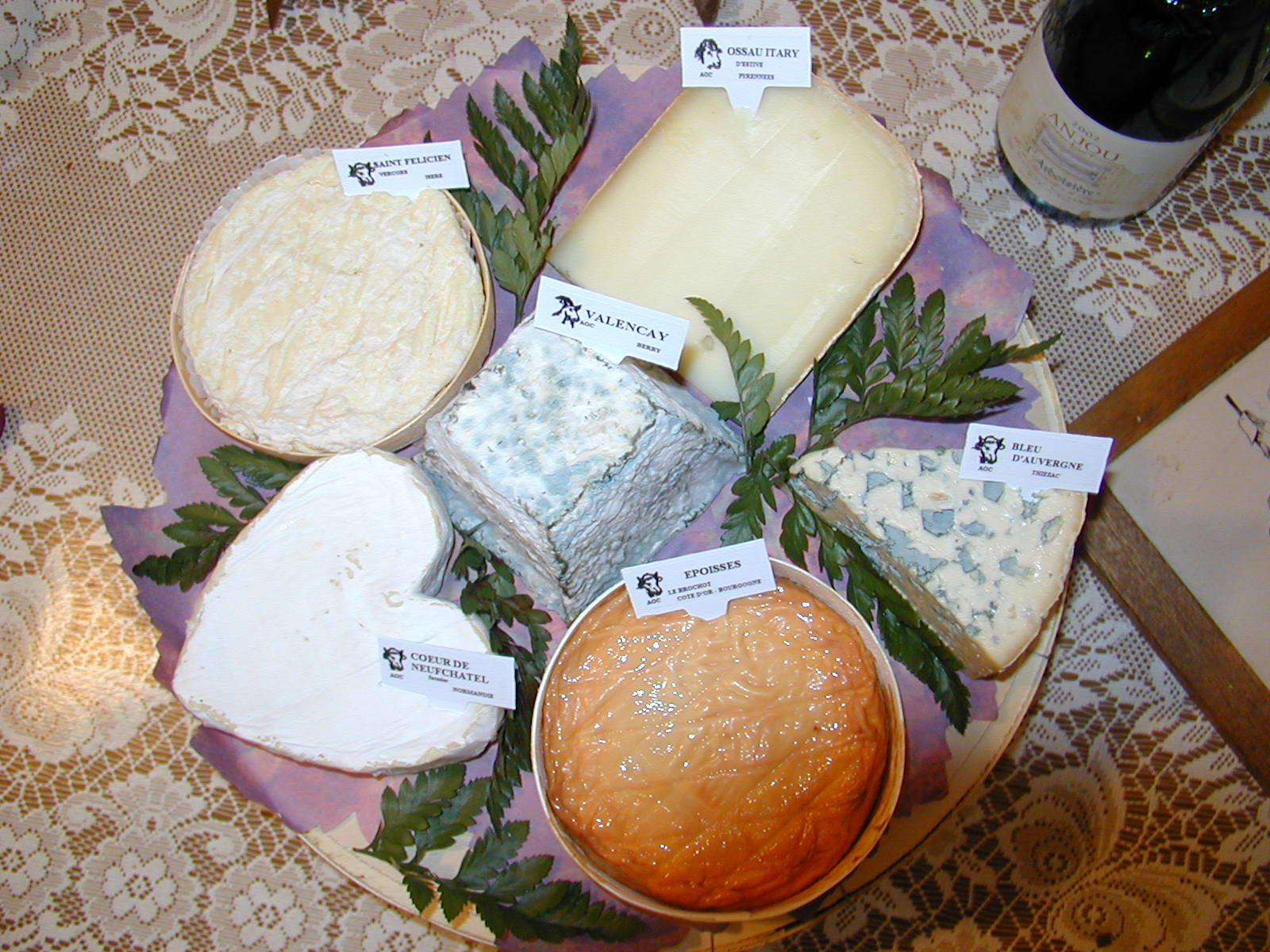
法国各地的起司拼盘，选出最具代表性的六个。
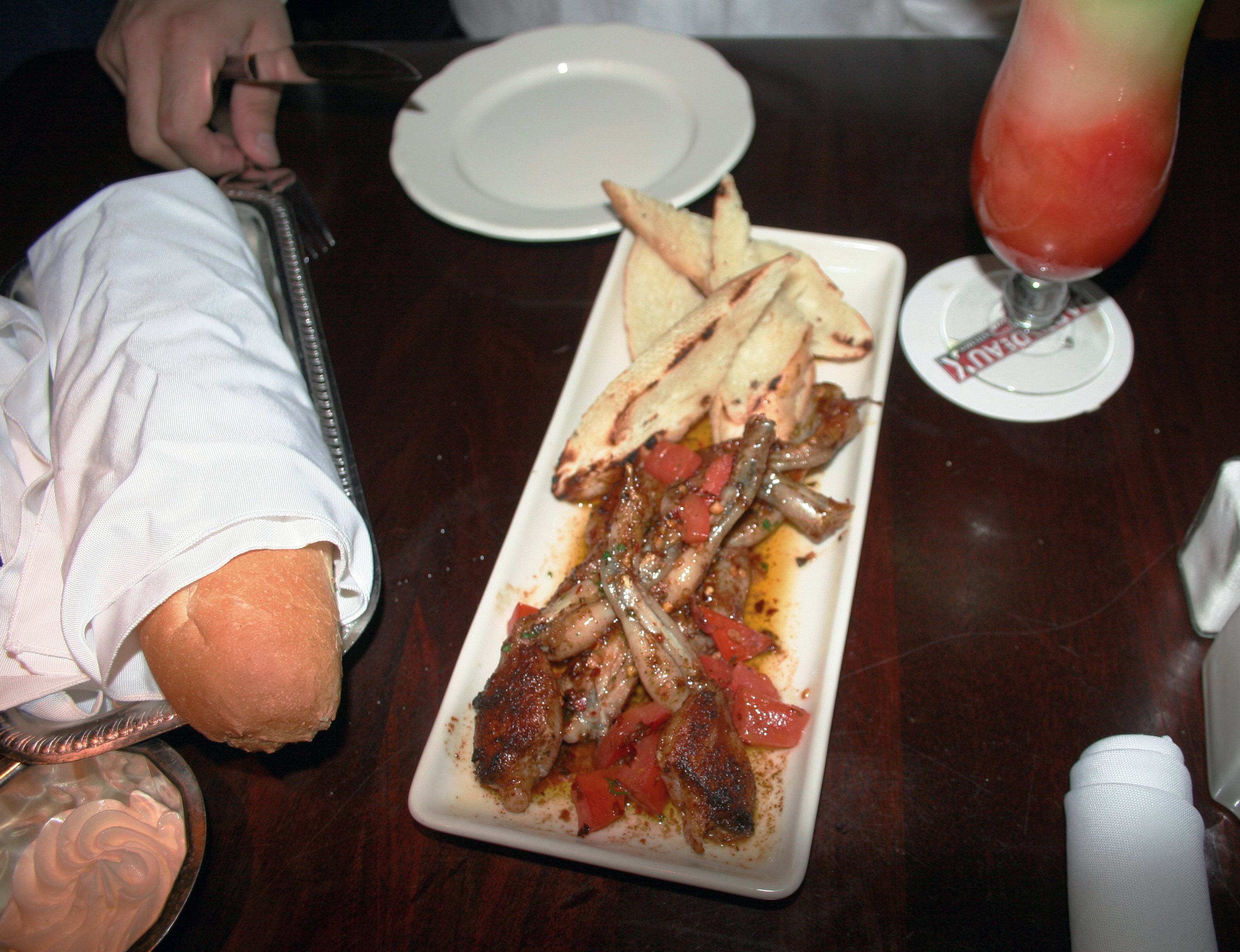
法式烤青蛙腿
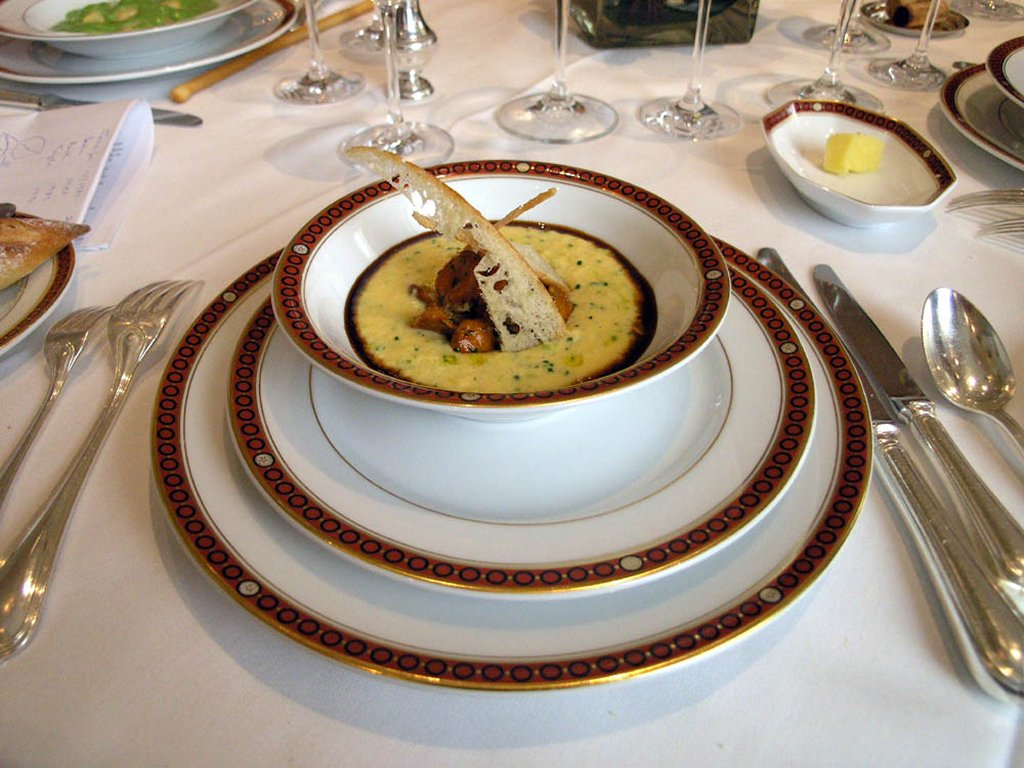
法式蘑菇濃湯
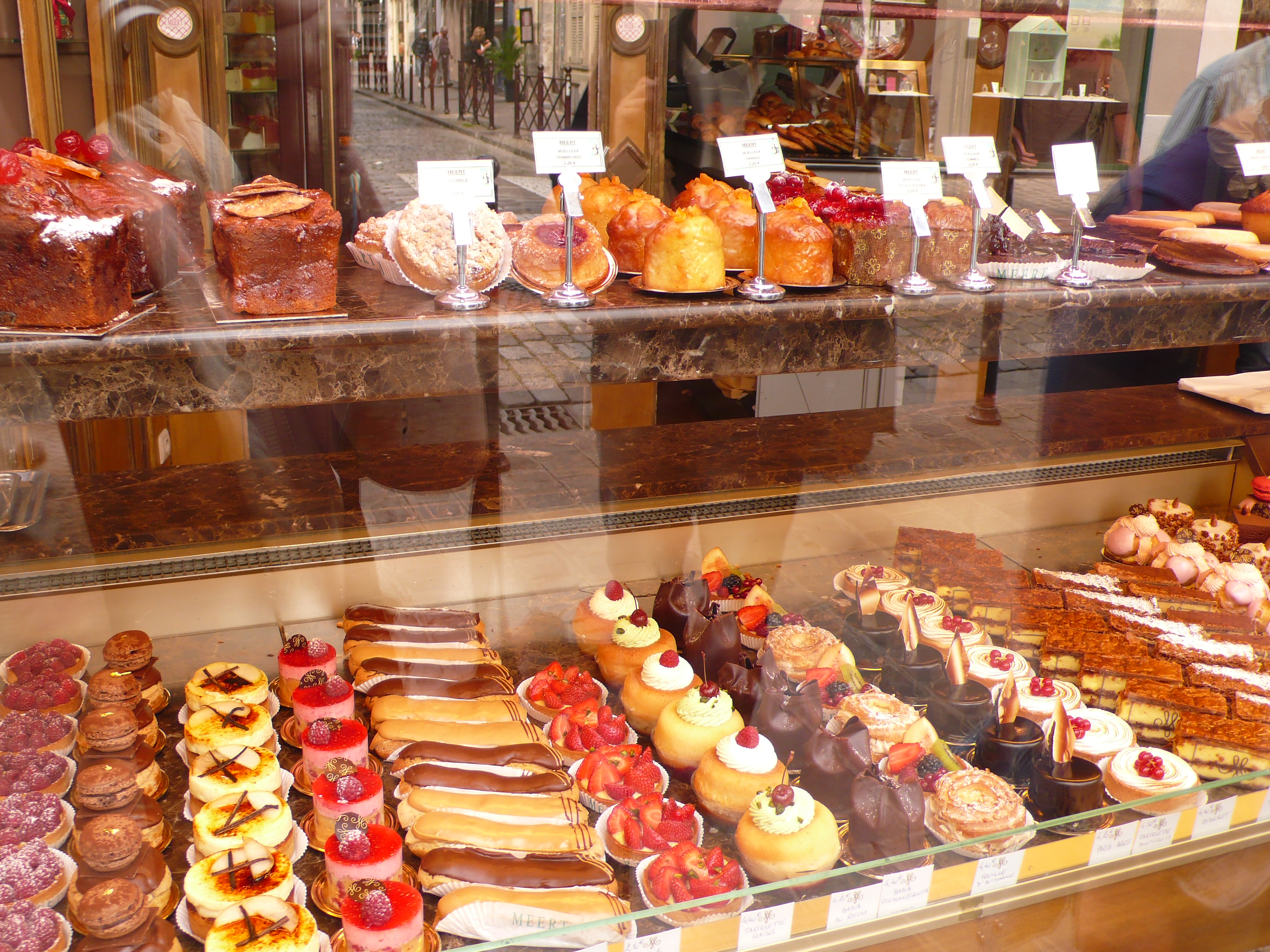
麵包店中陳列的各式法國甜點

### 法國起司
：法国菜中的起司種類眾多，每一種都有其專門的配套吃法，根據法國總統戴高樂在1962年的演講記錄，法国大约有246种以上的起司，但目前法國有多少種起司並未有人進行一個確切統計，各種說法基本都位於300種～500種之間。
- 卡芒貝爾起司（Camembert）：大多數起司是以「最先发明其做法的村镇」來命名的，有的村镇非常冷門，例如在普通的地图中都找不到，但在任何一本法语词典甚至英语的词典中，都能找到这个這詞來表示「Camembert起司」。
- 熱克斯藍起司（Bleu de Gex）：法國藍紋起司的一種。
- 昂貝爾起司（Fourme d'Ambert）：法國藍紋起司的一種。
- 紐沙特起司（Cœur de Neufchâtel）：愛心的形狀為其特徵。
- 康堤起司（Comté）
- 布里起司
- 馬魯瓦勒起司（Maroilles）
- 勒布洛雄起司（Reblochon）
- 朗格勒起司（Langres）

### 法式醬汁的類型
“酱汁”在法國料理中佔據的灵魂式的地位，17世纪時，厨师Antonin Careme将法國酱汁的做法收集成冊，並以此作為廚師學校的標準，在法国式的厨房中甚至有一名專門用來做醬汁的厨师，叫作，其在厨房中的地位僅次於主厨（Chef）。
- 高汤：又翻譯為清湯、肉湯，可以直接喝，也可以用來做醬或煲湯[18]。某些法國酱汁不能用水，而必須用高汤製成，但美國和日本的西餐經常用鮮奶油代替。法國的高湯一般有以下六種：
  - 棕色牛肉高汤
  - 白色牛肉高汤
  - 棕色禽类高汤
  - 白色禽类高汤
  - 鱼高汤
  - 蔬菜高汤

- 母醬：法國料理有數百種经典的酱汁，有五大母醬、奶油塊和甜點專用醬這七個基礎分類，其餘的醬汁均是由基本醬經過二次製作而得到[19][20]。
  - 白酱（sauce blanche）：经典的白酱有béchamel（天鹅绒醬），為鮮奶油和面粉1:1炒熟加牛奶；velouté，为天鹅绒酱加鸡高汤製成；suprême，为velouté加鮮奶油和奶油而成。
  - 褐酱（sauce brune）：重点是因为焦糖反應而產生的棕褐色，经典的褐酱有demi glace（多蜜醬），即浓缩的棕色牛肉高汤；波尔多酱汁，为多蜜酱加牛骨髓、奶油、荷兰芹和红酒而成；牛肉汁，为用牛肉炒上色的一种酱汁，而非用骨头熬；sauce perigourdine（佩里格酱），為牛肉汁加黑松露和鹅肝而成。
  - 红酱：經典的红酱有蕃茄酱，除了蕃茄以外還有法國的火腿和胡萝卜；nantua（南图酱），用小龙虾壳做成，里面会加鮮奶油。
  - 热的水油融合酱：可再细分为稳定的和不稳定的，稳定的有hollandaise（荷兰酱），即班尼迪克蛋上用的酱汁；maltaise（血橙荷兰酱），為荷蘭醬加血橙汁而成；bearnaise（賓利士汁），荷蘭醬加洋葱、白葡萄酒、白酒醋和龙蒿草而成；choron（修隆酱），為賓利士汁加蕃茄而成；foyot（福釉酱），為賓利士汁加牛肉汁而成；paloise（巴伦滋酱），為賓利士汁加薄荷而成；tyrolienne（替龙酱），為賓利士汁加橄欖油和黃芥末而成。不稳定的有beurre blanc nantais（白奶油酱），用于搭配海鲜，使用大量的奶油、白葡萄酒、白酒醋和洋葱製成。
  - 冷的水油融合酱：亦分为稳定的和不稳定的，稳定的为以蛋黄酱为主；不稳定的有油醋汁，用油、醋、黄芥末攪拌，放置一段时间後会分离，使用前需要重新攪拌。
  - 风味奶油塊：在奶油中加入一些特殊的食材攪拌並凝固而製成，經典的风味奶油塊有beurre maitre d'hotel（大蒜奶油塊）、beurre d'anchois（凤尾鱼奶油塊）、beurre marchand de vin（红酒味奶油塊）等，常用于搭配牛排。
  - 甜點專用酱：雖然不属于鹹味法國菜的经典酱汁，但依然常用，經典的甜點專用酱有海盐焦糖醬、卡仕达酱、巧克力酱、草莓酱等。

## 关于法國菜的基本常識

### 套餐內容和上餐順序

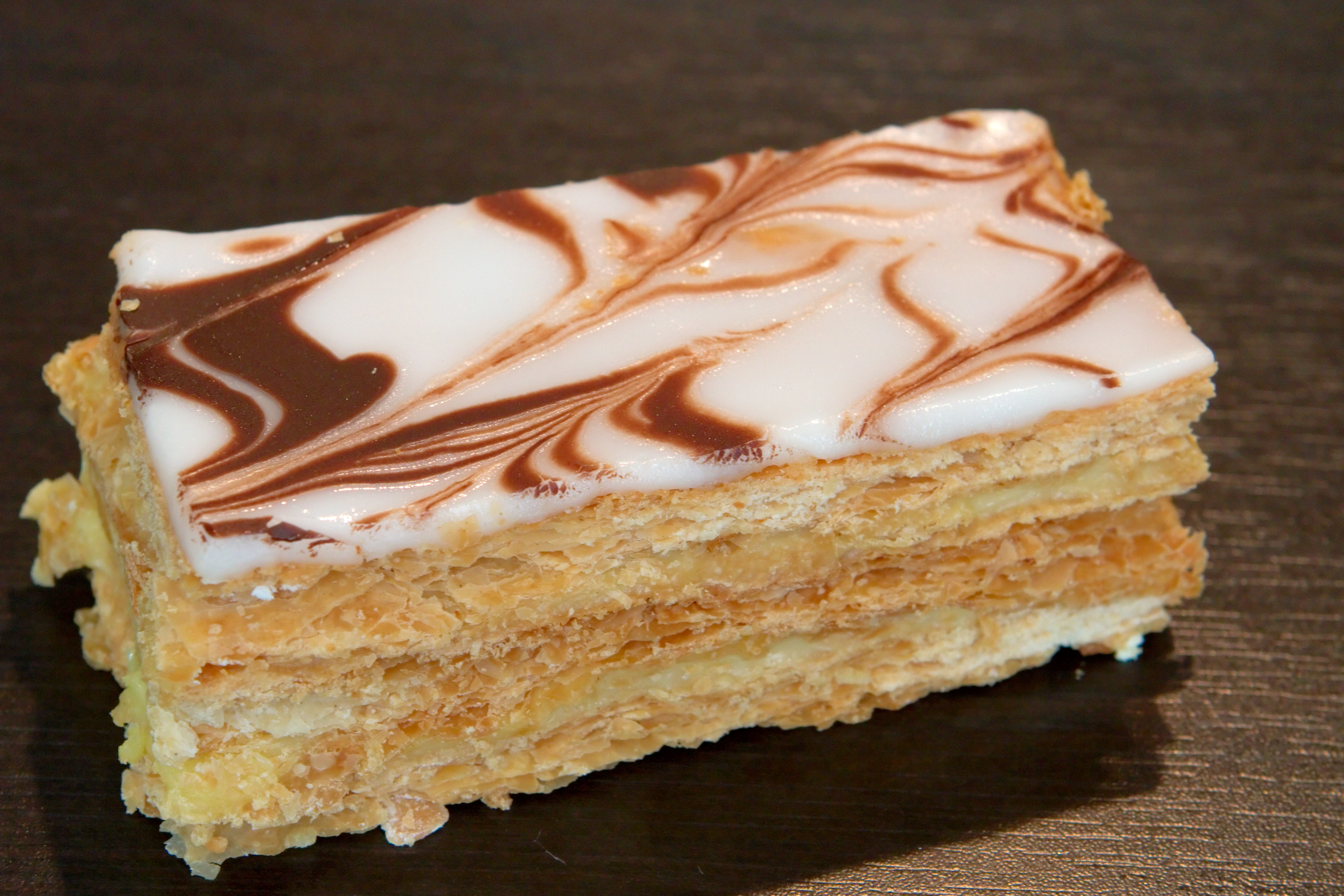
法式千層酥
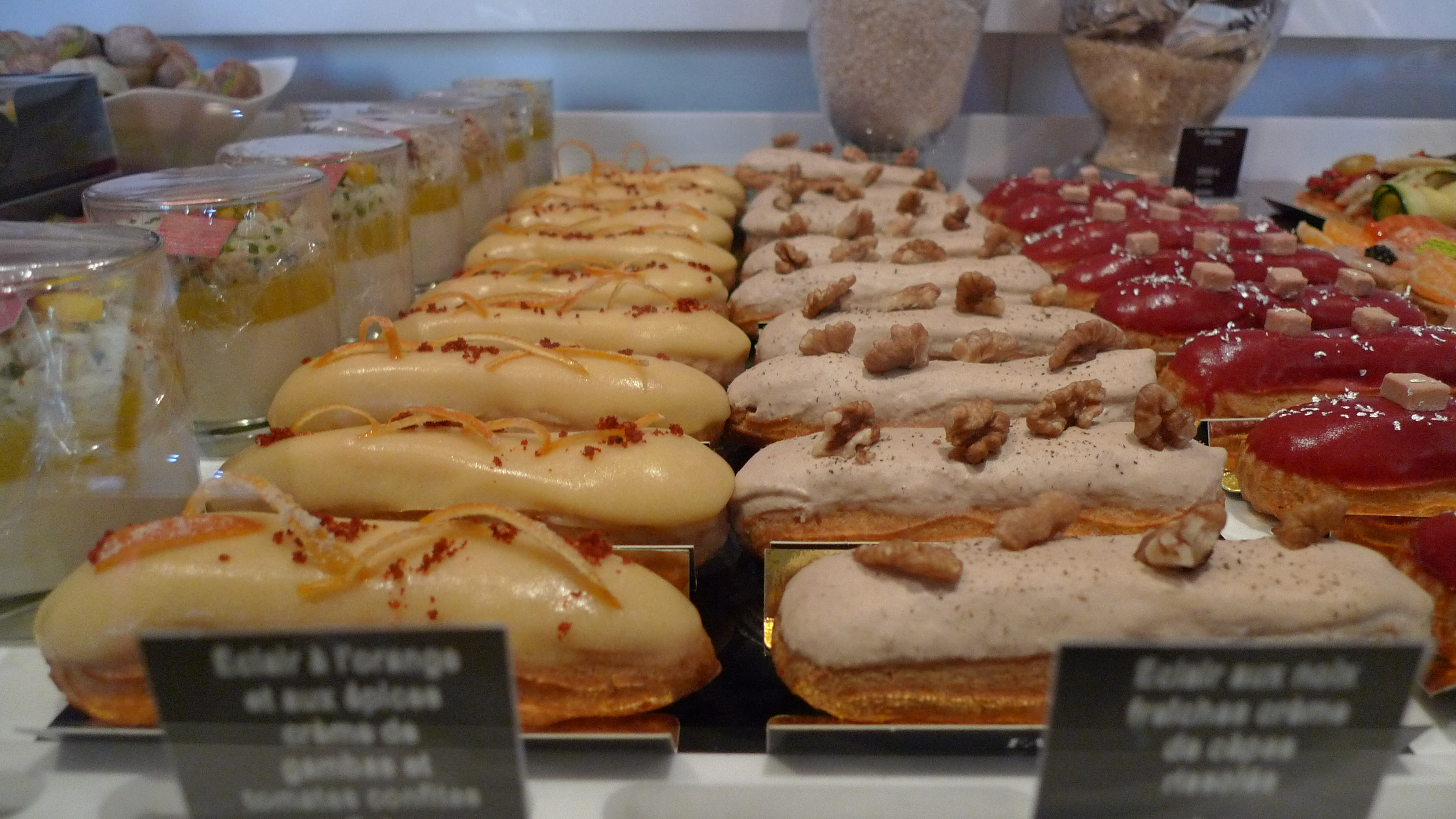
閃電泡芙
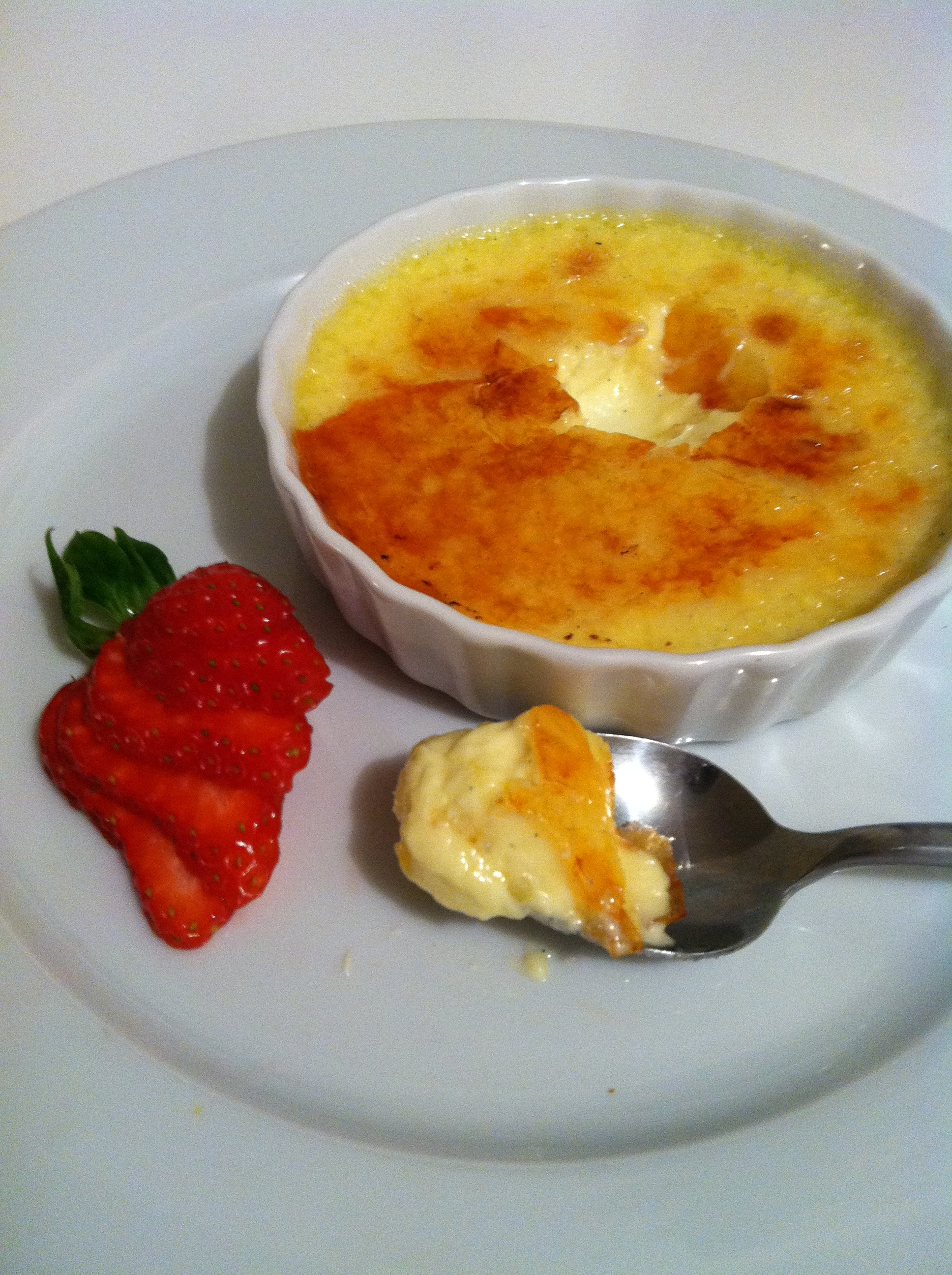
法式布蕾
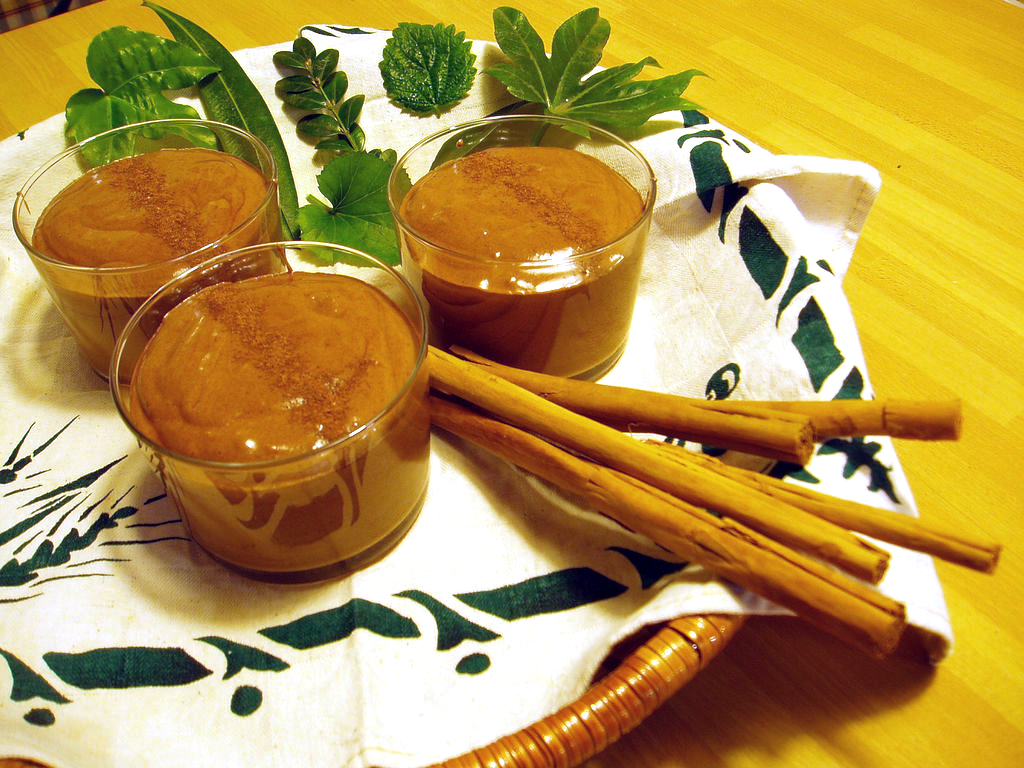
巧克力慕斯
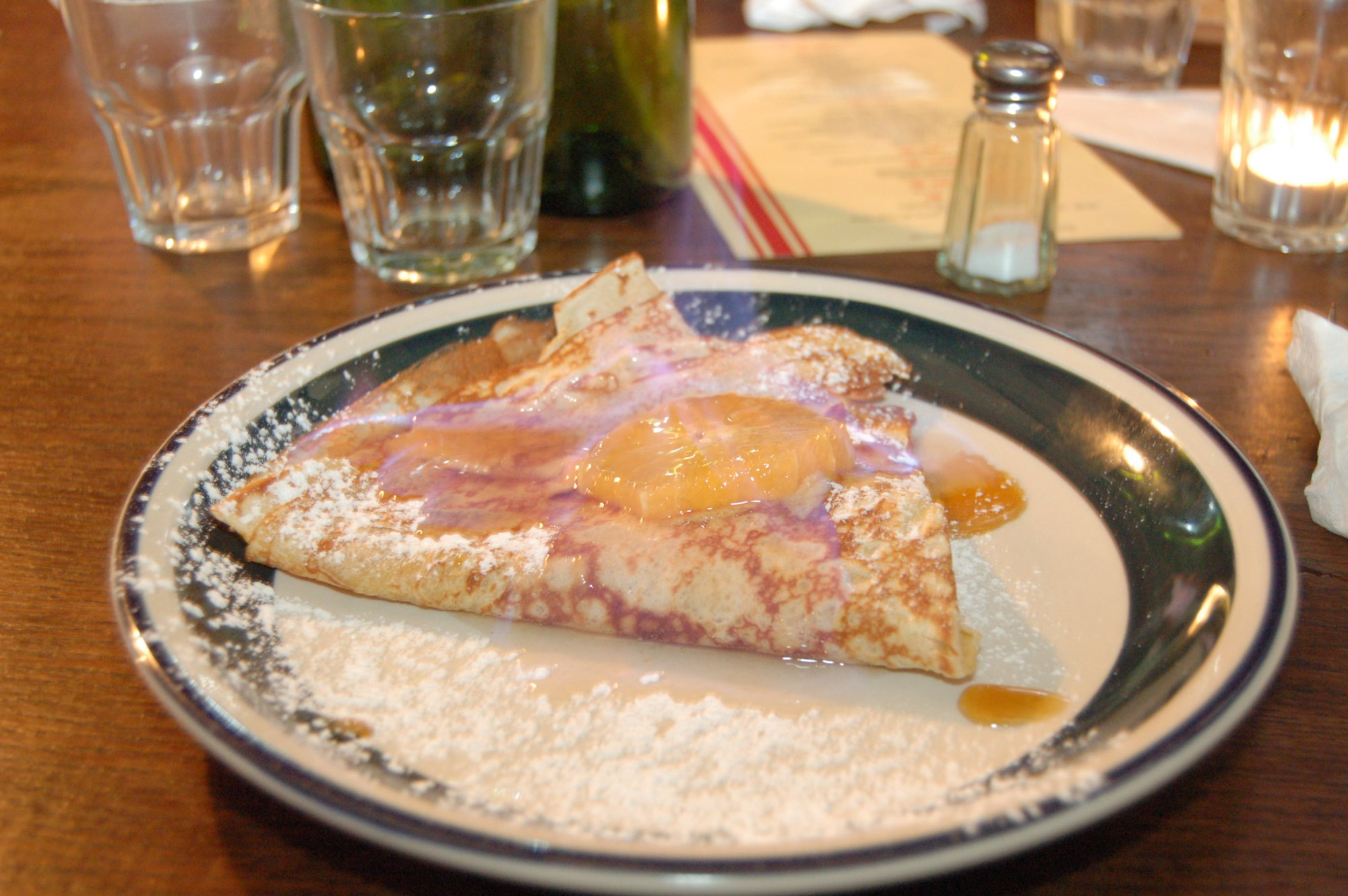
可麗餅
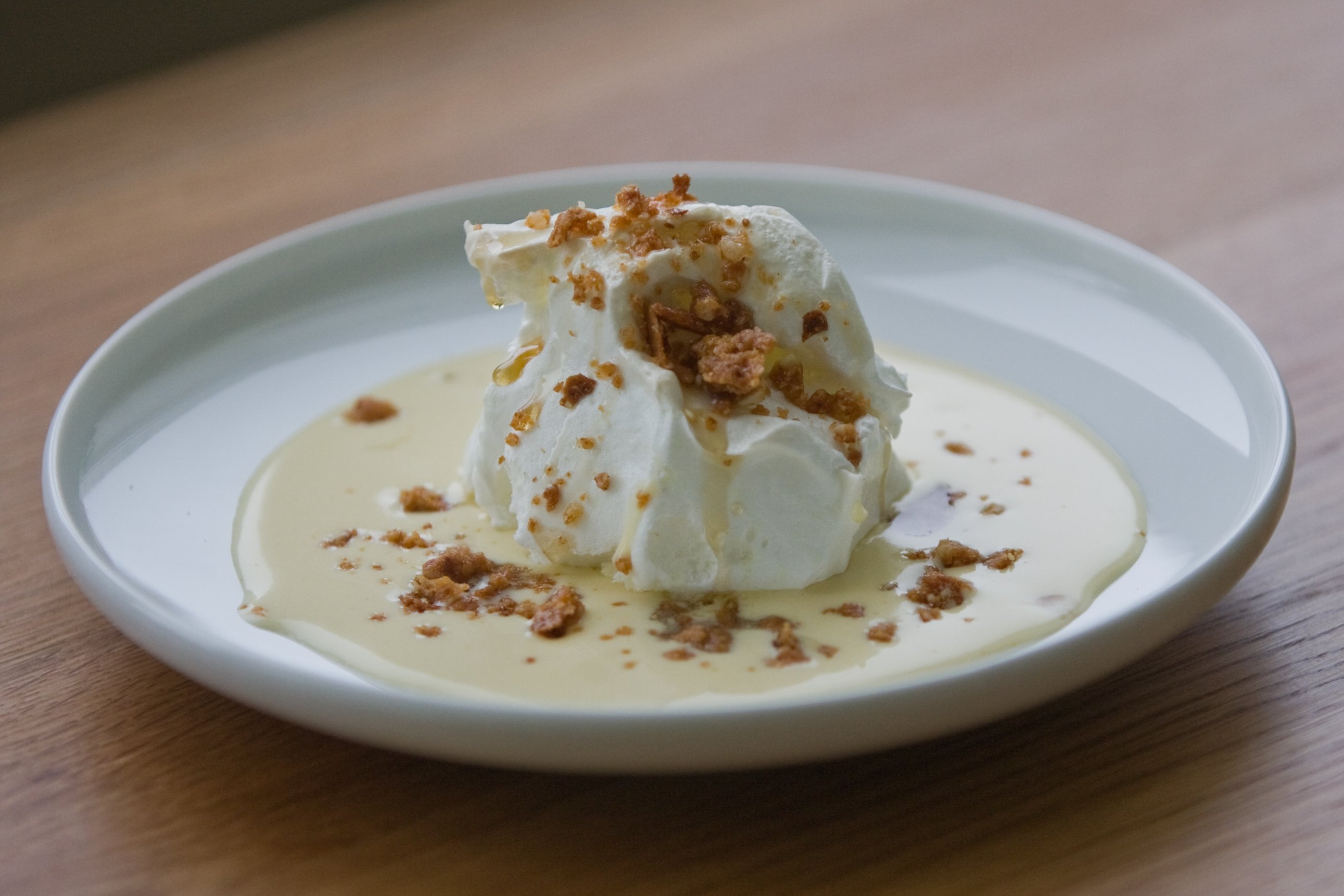
漂浮島

- 簡餐
  - 包含四道菜：前菜、主菜、甜點和飲料，這是法國人認為這是最低限度“能構成一餐”的定義，這四個缺一不可[21]:8–10，甚至連不需要精緻飲食的“法國學生午餐”和“法軍軍人口糧”都是如此搭配。

- 全餐[22]
  - 餐前酒：一般為香檳或氣泡酒，一律放在恆溫的酒櫃中收藏，它的最大特點是氣味芳香，刺激食欲。
  - 前菜：又翻譯為開胃菜、冷盤：家常菜中的前菜大多只是沙拉；但在高級料理中，前菜其實是展現餐館創意和美學的重頭戲，在造型上的變化層出不窮，常見各種海鮮，一般分量較少。
  - 湯：有時翻譯成開胃湯：分為肉湯、蔬菜湯、和海鮮湯，大多以質感濃稠，但也有少數清澈鮮嫩。如果湯帶酥皮，則需要把酥皮敲碎至湯裡，讓其融化後再吃。如果湯太熱不能喝，不能用嘴去吹，要等到自然涼下來再喝。
  - 主菜：主菜是正餐中份量最大、熱度最高的，以肉類和海鮮為主。做法多為先把食材煎、烤、炸，再用肉汁或不同的酒燴、煨、燉、煮、蒸或者燃燒之，因為不同的食材需要嚴格搭不同的配酒，所以對廚師來說，能選出最正確、最契合這道菜的葡萄酒是至關重要的[23]。肉類包括雞、山羊、綿羊、牛、豬、鴨、兔子、鹿等各式肉類，需搭配紅葡萄酒，家畜肉多用波爾多的陳酒、禽鳥肉多用勃艮第的新酒，口感濃稠，肉汁和葡萄酒所組成的醬汁擁有多層次的風味；海鮮包括魚類和甲殼類，魚類有：鱸魚、鲱鱼、鳟鱼、鳀鱼、鮭魚、比目魚和鱈魚，甲殼類有：龍蝦、螯虾、明蝦、虎蝦和各類螃蟹，需要用白葡萄酒，質地稀薄，海鮮的鮮味和酒香味十足。
  - 甜點：法語中甜點 「Dessert」一詞由「Desservir」演變而來，譯為「清理餐桌」，法國甜點的種類極度豐富，在21世紀後，其知名度甚至超過了主菜本身。
  - 起司：熱愛起司的人（尤其是法國人自己）會點起司拼盤，起司可以代替甜點，也可以和甜點並列，或之後再上。
  - 咖啡：咖啡能促進消化、分解高脂食物，像用餐結束的「儀式」，沖洗口部食物氣味。
  - 酒和麵包為基礎型提供食物，所有餐館均會問顧客需不需要酒或者麵包，而顧客的回答基本都是肯定的，麵包甚至能随时取用。

- 大餐
  - 共有十四道菜，非常傳統的一套法國宮廷套餐，基本除了最高級的米其林三星餐館以外，連法國人自己都不會用，在一般的家庭聚餐中非常少的能被用；但是，法國大餐在遇到有家族傳統的富豪晚餐、國家級的晚宴或者時尚圈的慶功宴的時候則頻繁出現。
  - 冷盤前菜（Hors-d"oeuvre Froid）
  - 開胃湯（Potage）
  - 熱盤前菜（Hors-d"oeuvre Chaud）
  - 魚類主菜（Poisson）
  - 肉類主菜（Grosse Piece）
  - 熱盤副菜（Entree Chaude）
  - 冷盤副菜（Entree Froide）
  - 冰品或雪葩（Sorbet）
  - 燒烤配沙拉（Roti&salade）
  - 蔬菜副菜（Legume）
  - 小麥粉為主體的甜點（Entremets）
  - 鹹點或起司（Savoury）
  - 鮮奶油為主體的甜點（Dessert）
  - 水果

前菜：

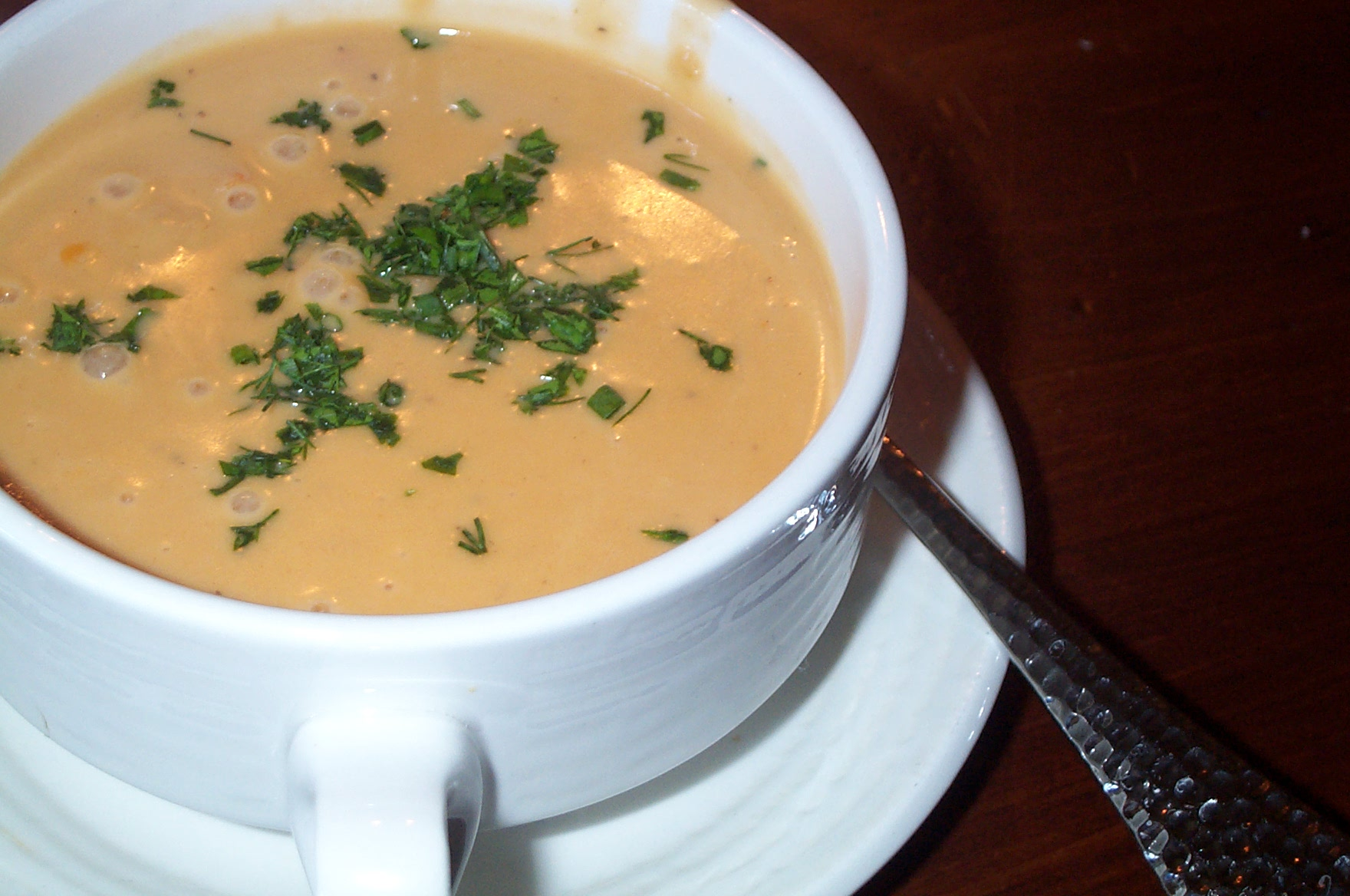
法式濃湯
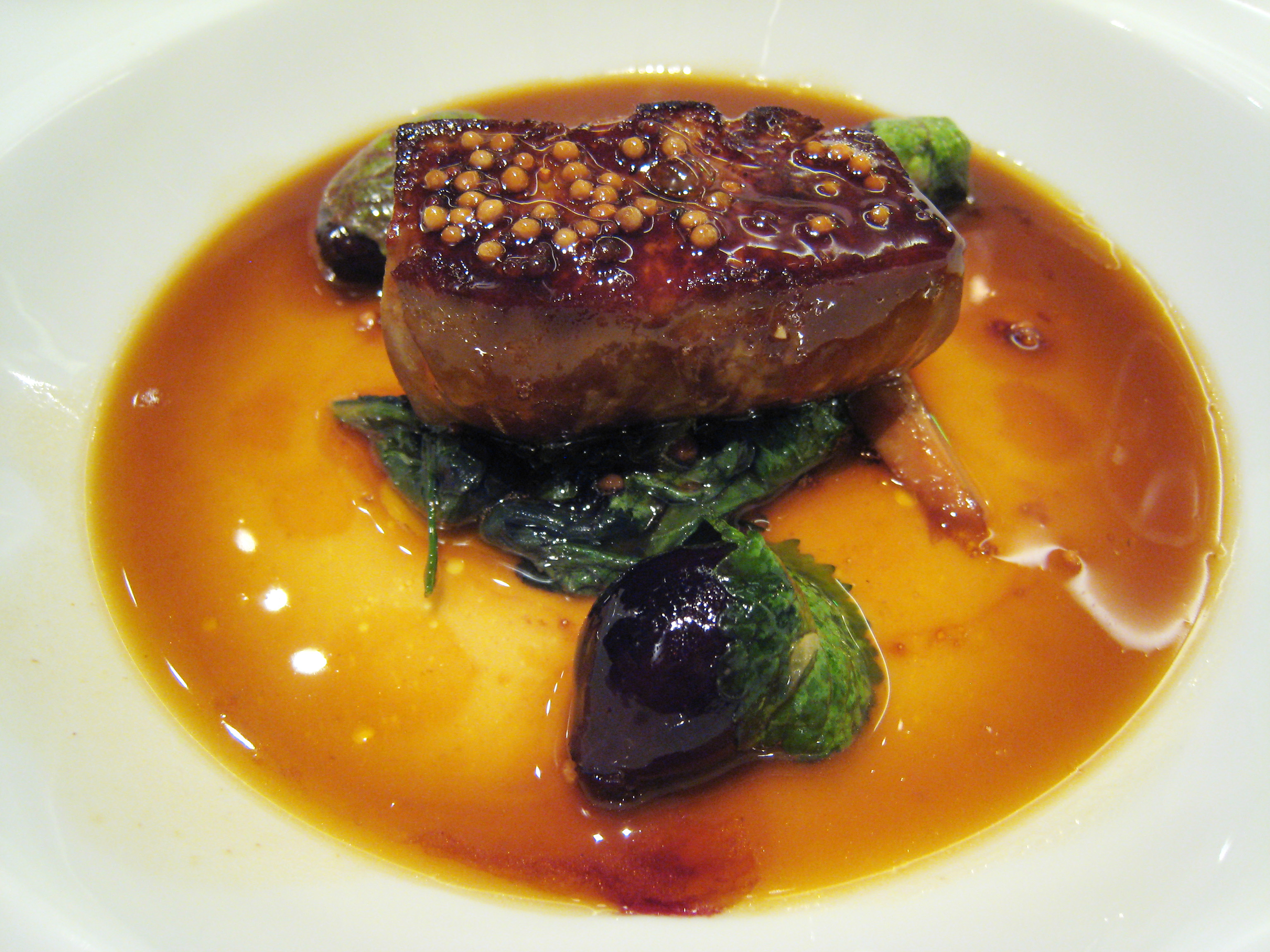
肥肝
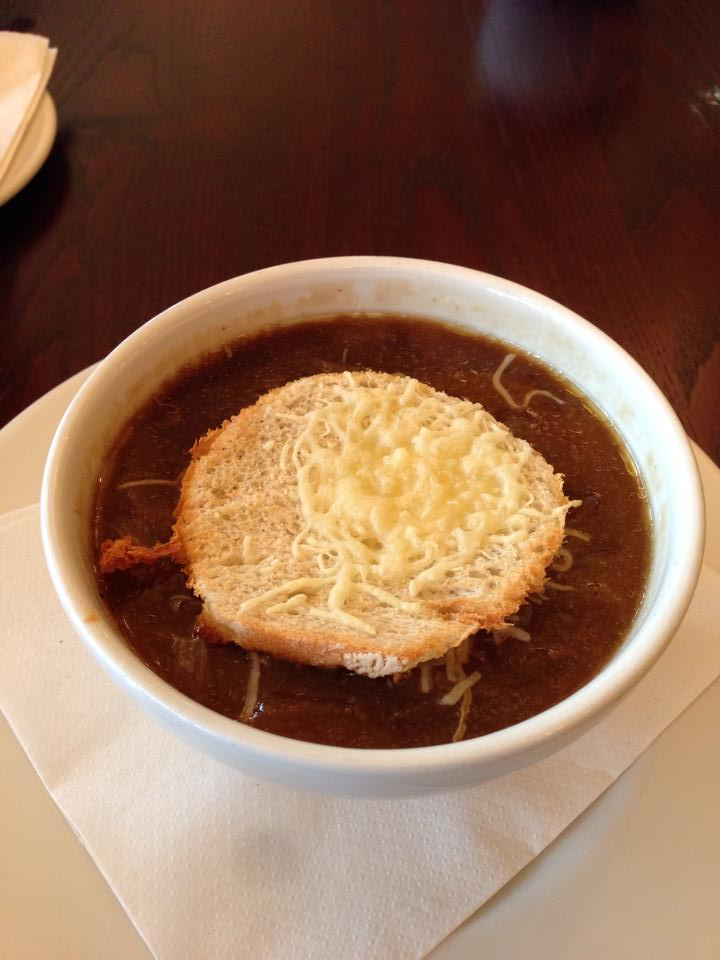
法式洋蔥湯
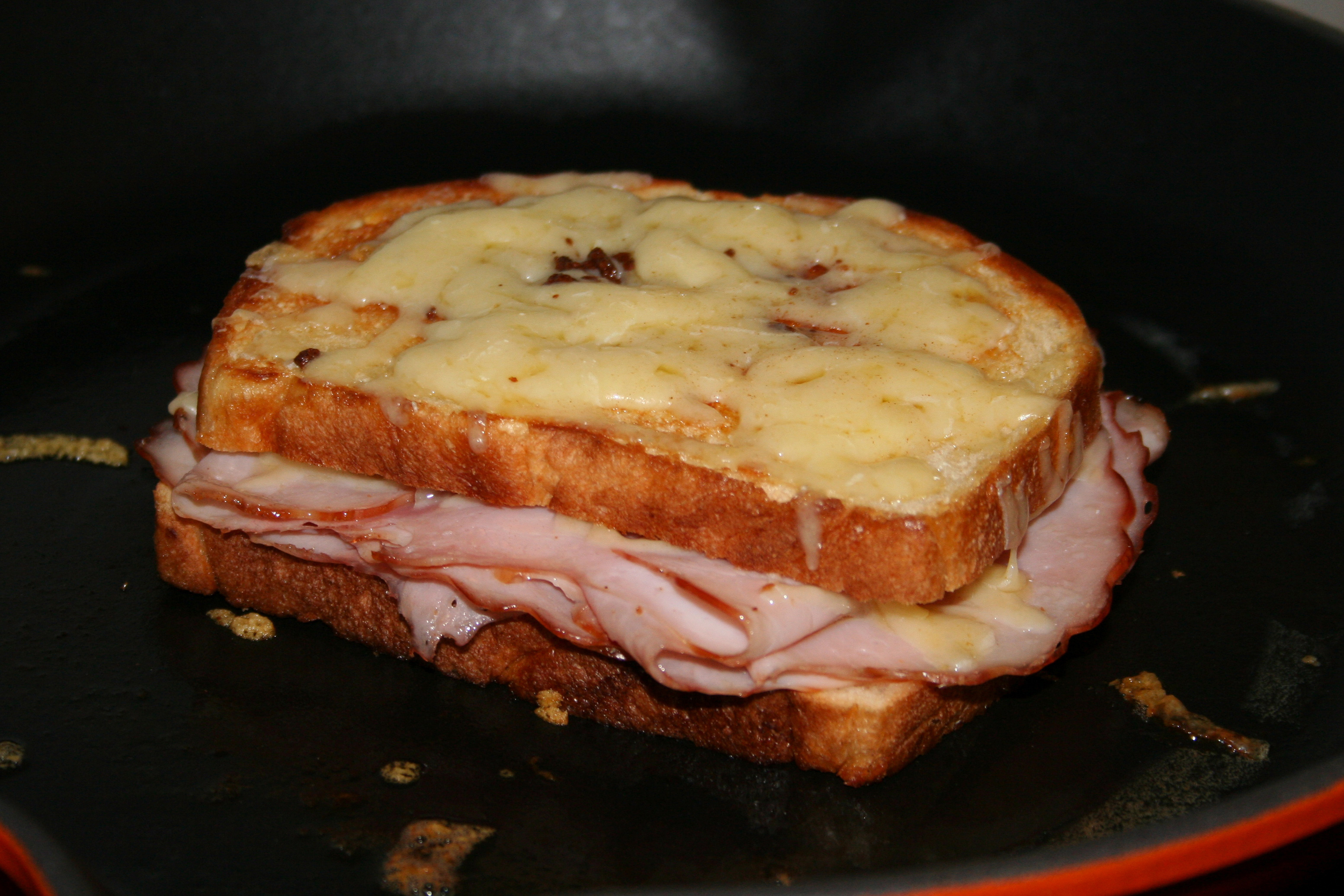
法式三明治
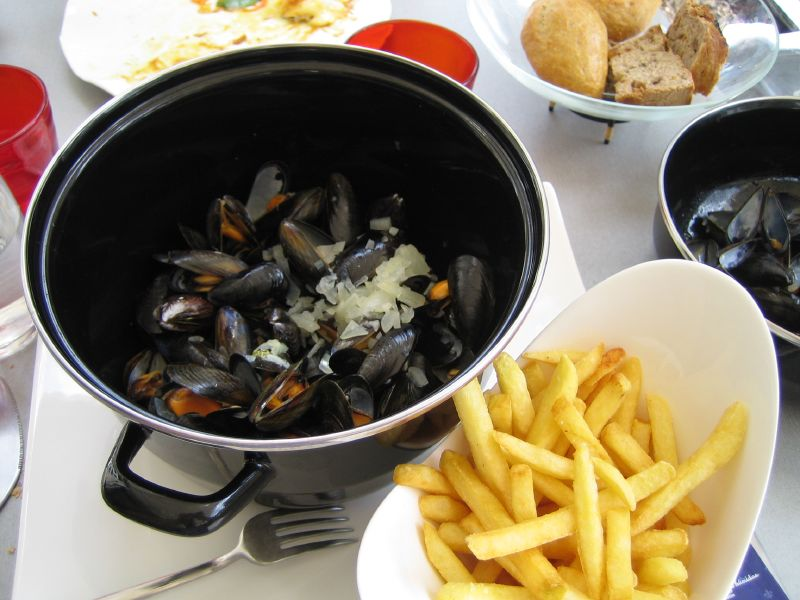
貽貝薯條，一鍋由白酒煮熟的貽貝
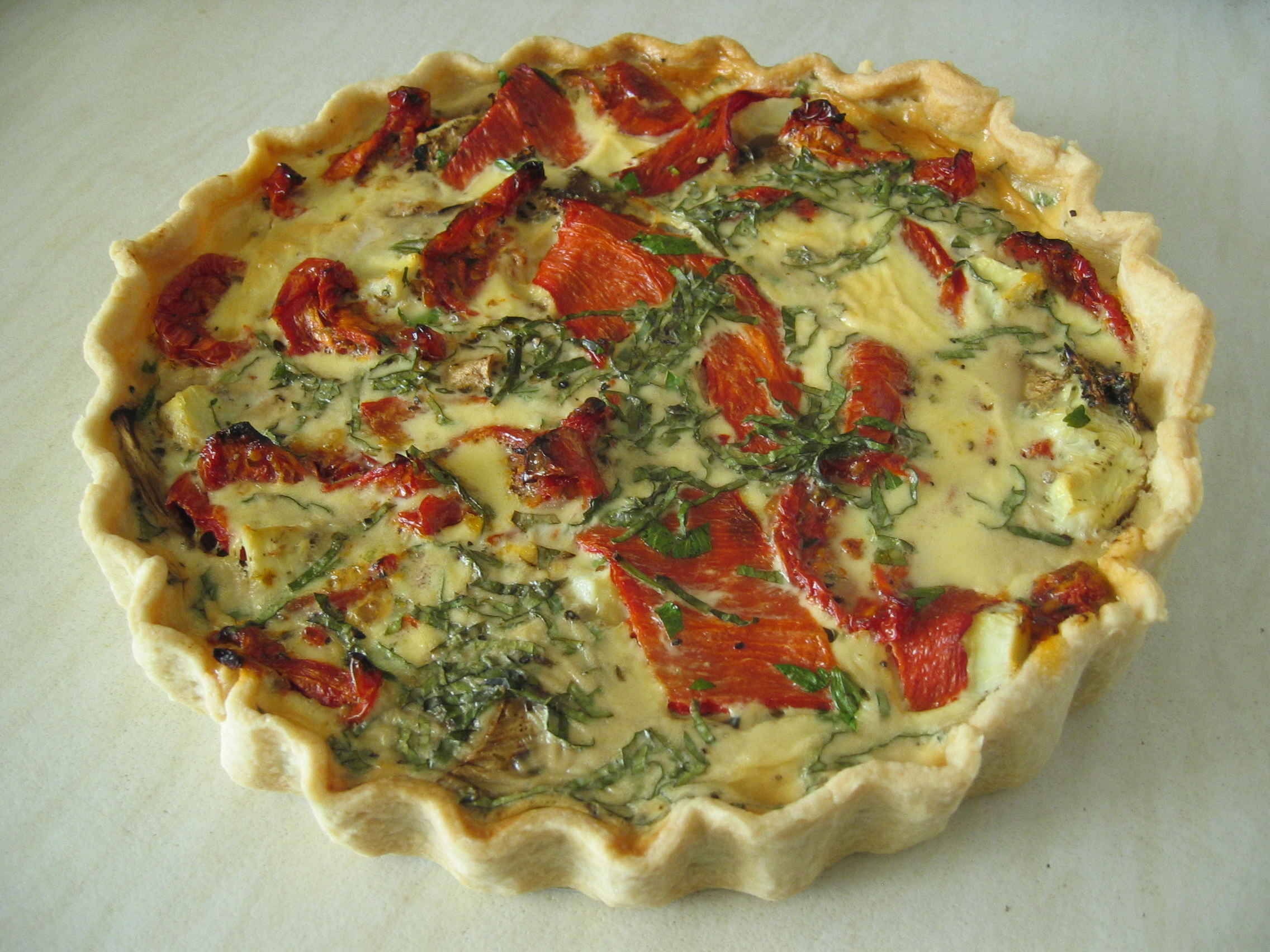
法式鹹派

主菜：

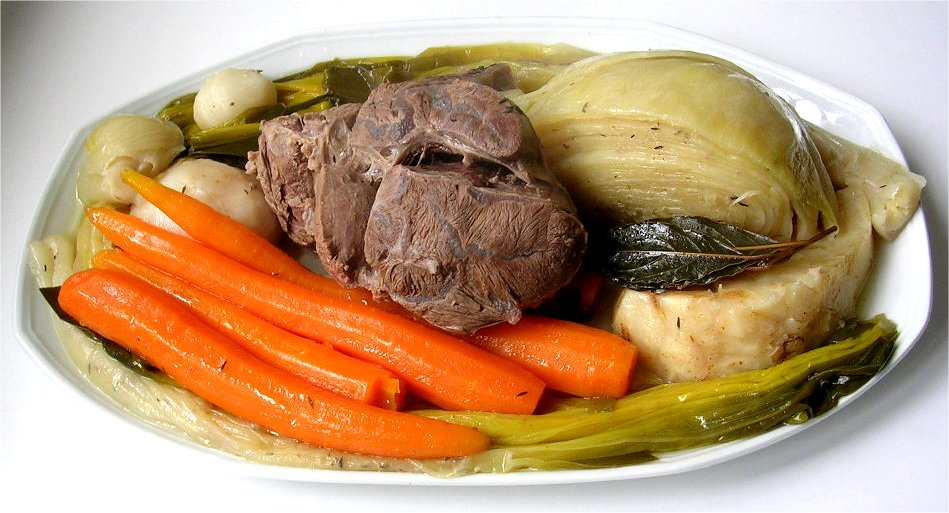
燉菜鍋
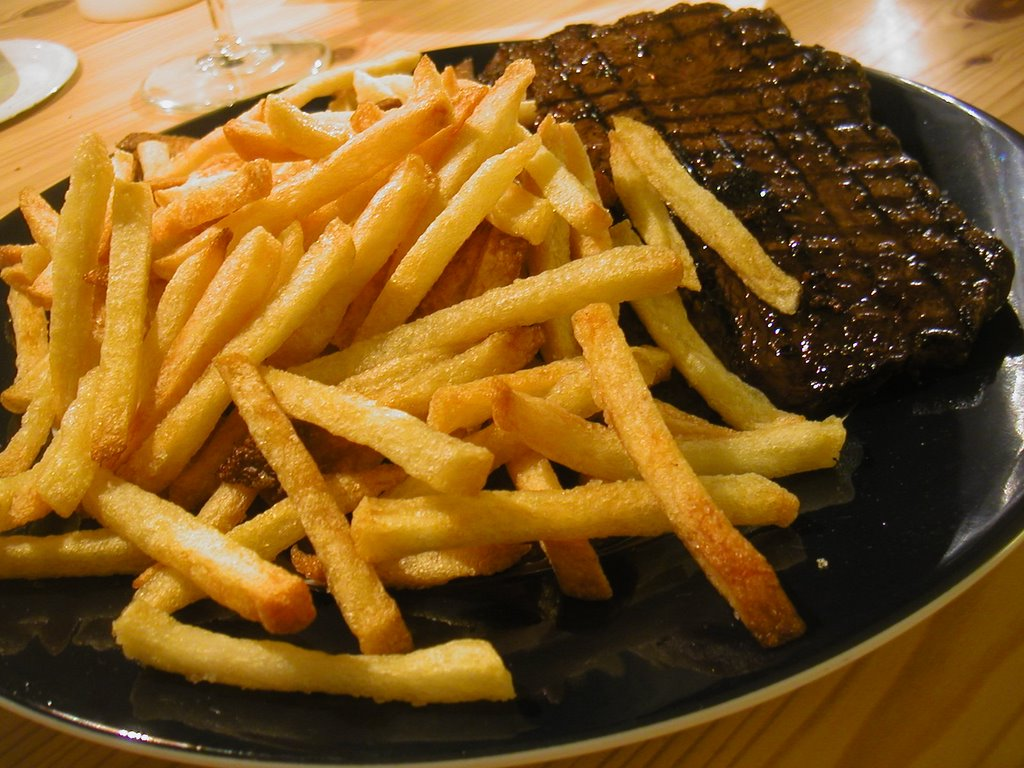
法國牛排配比利時薯條
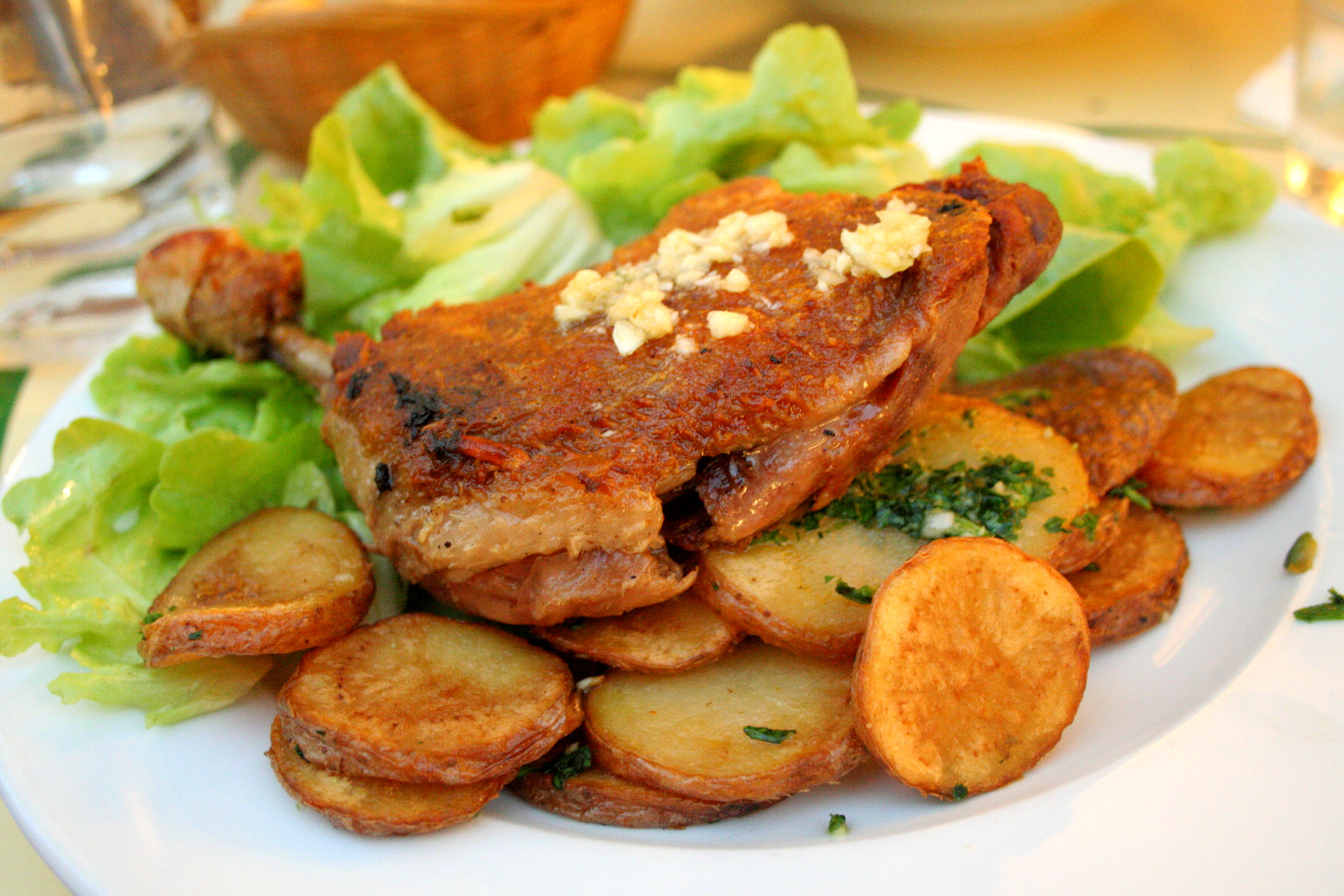
油封鸭
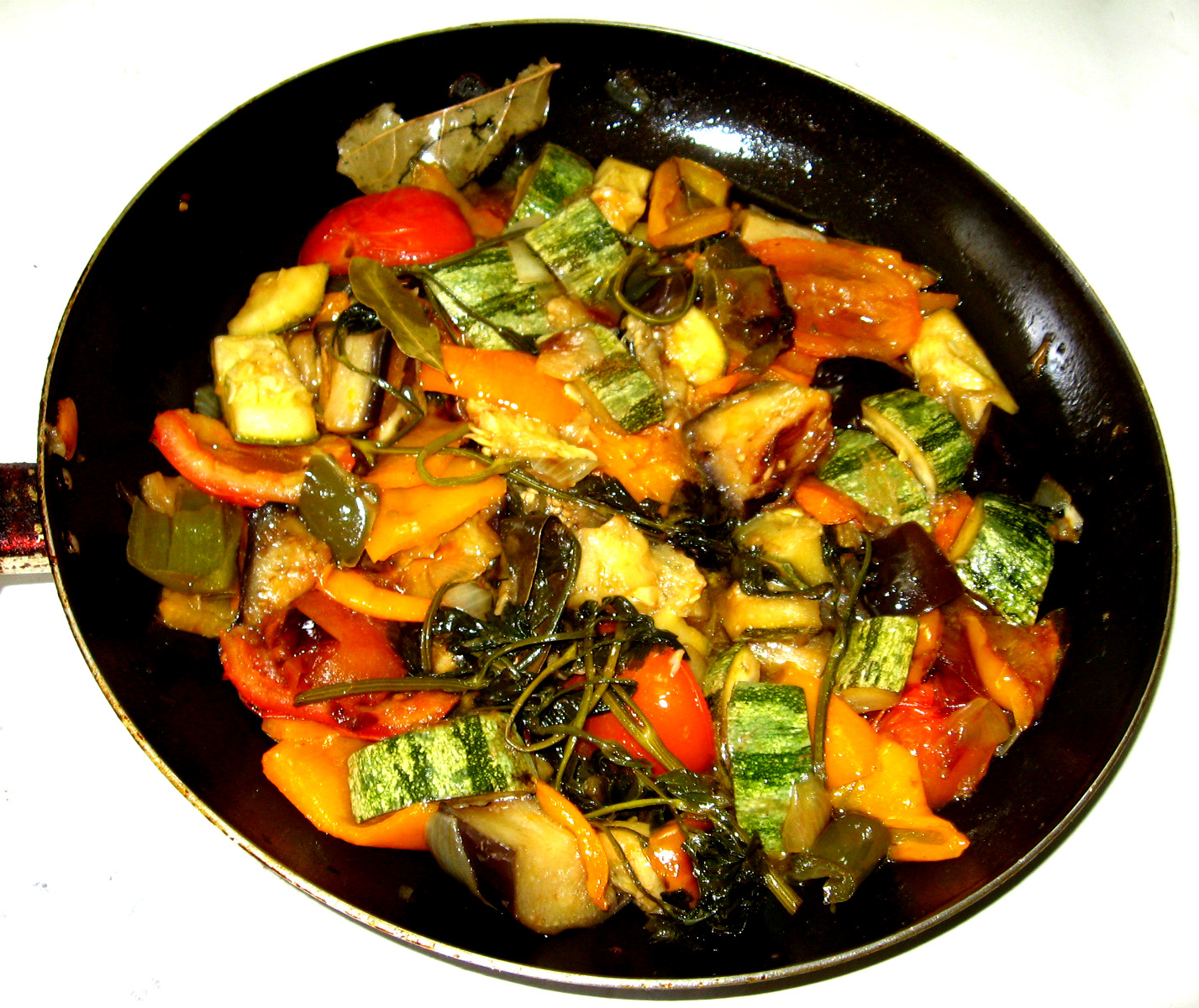
普羅旺斯燉菜
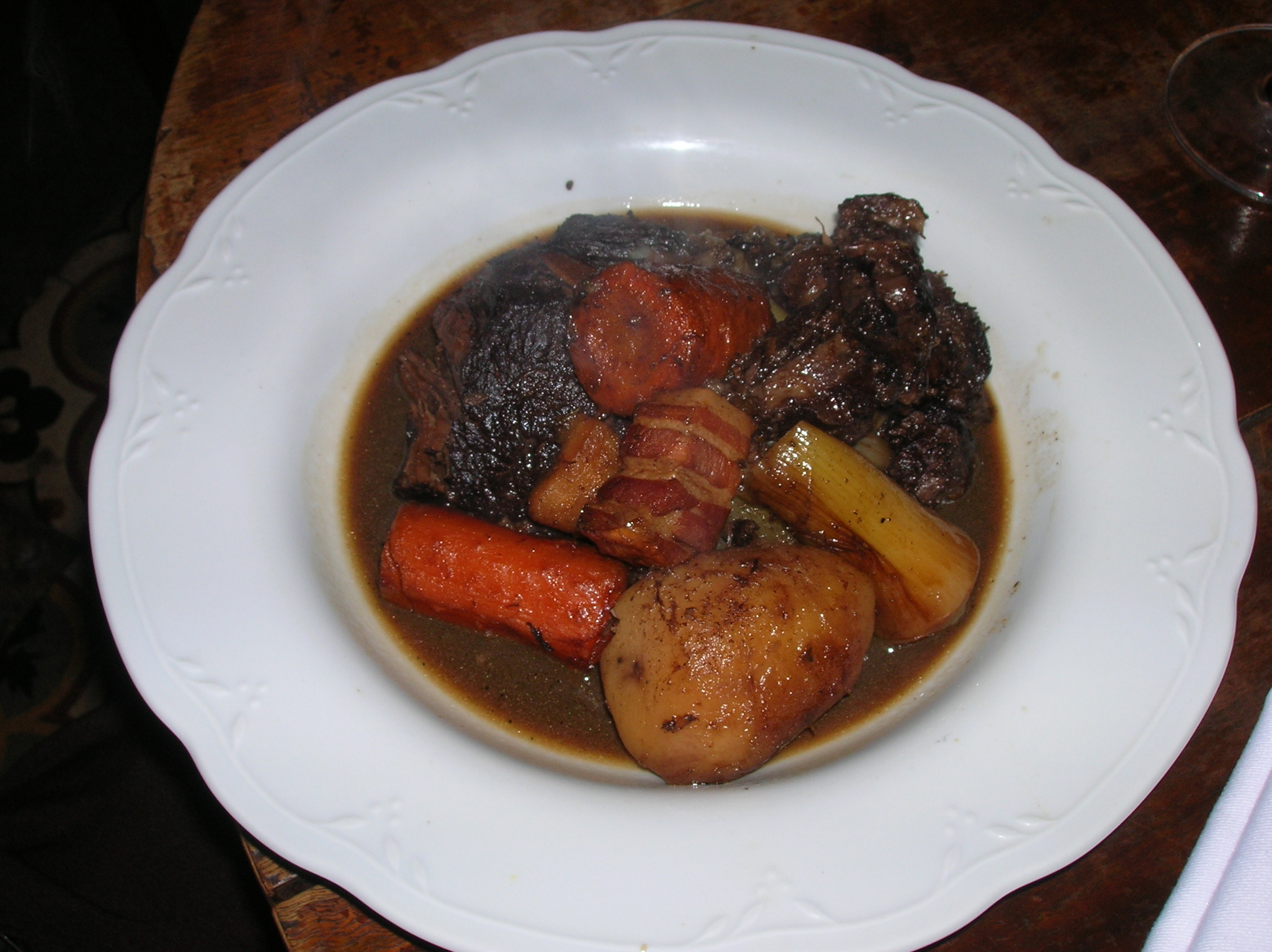
紅酒燉牛肉
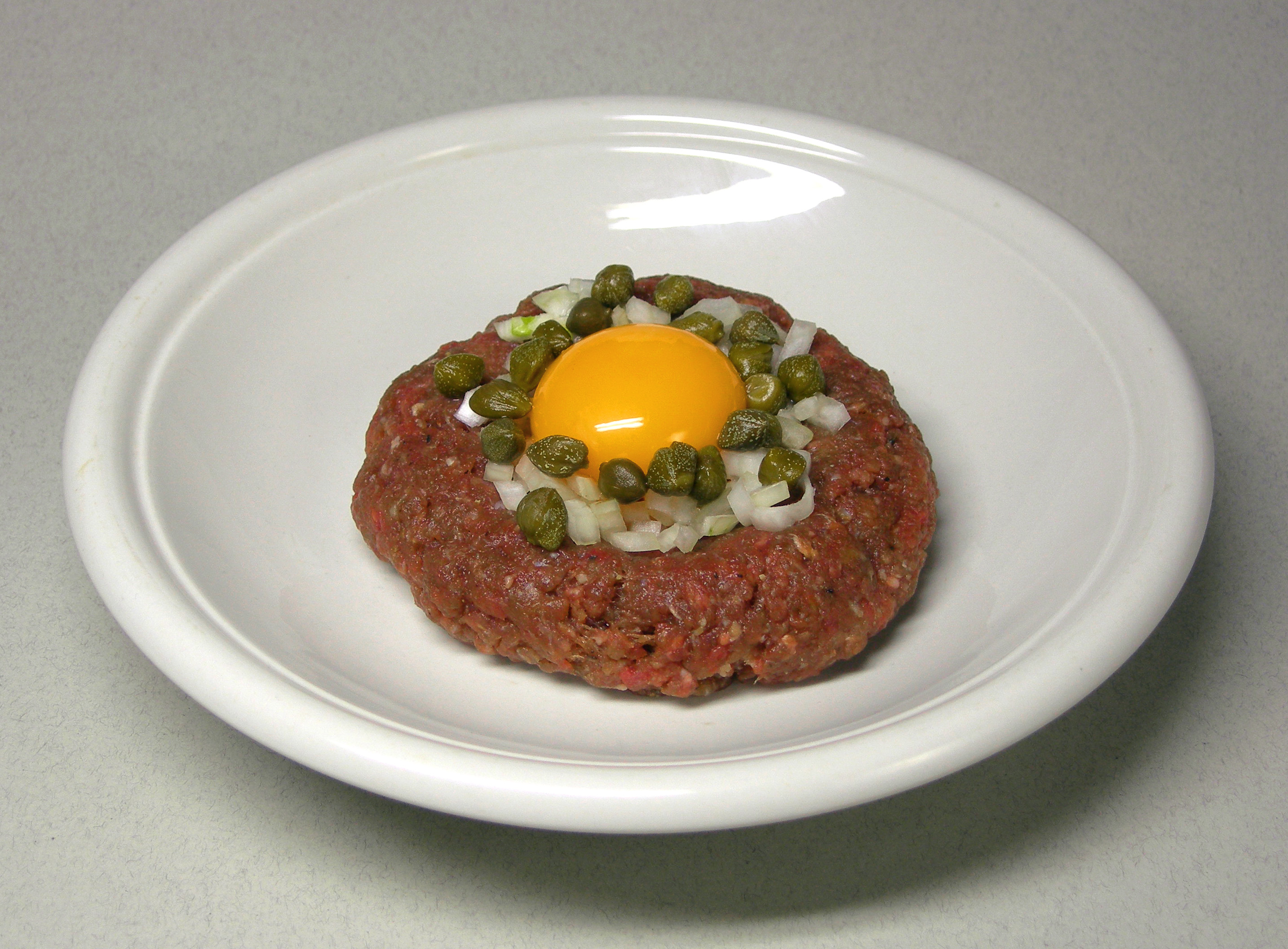
韃靼生牛肉塔

甜點：
- 法式千層酥
- 閃電泡芙
- 法式布蕾
- 巧克力慕斯
- 可麗餅
- 漂浮島

### 用餐禮儀
家庭用餐
一般用长条型餐桌，男女主人各坐餐桌两头，一般情況下男主人坐在背靠墻壁的一頭、女主人坐在外側一頭；但如果由女主人負責賺錢、或者男方是入贅的則相反。家中其他成员或客人在餐桌两旁，他們會按照尊貴的等級、親近程度、年齡、職業這四點為排序方式，以男主人一侧向女主人一侧排列；女人當家時則相反，從女主人排列到男主人。此種禮儀從17世紀開始，盤子和餐具也大量使用銀製。到了現代，這模式只存在於特別富裕或者特別傳統的家庭，一般的法國家庭已經和普通西方國家沒有區別。
餐館用餐
餐具使用各种不同形状的餐刀、叉子和勺子，用餐盘就餐，桌面上只能存在一道菜，撤去前一道才能上第二道，但餐具根据本次用餐情况全部摆放到就餐人餐盘两侧。

### 法國餐廳的等級制度
| 法語          | 中文譯名   | 對“不同法國餐廳等級”的具體性描述 |
| ------------- | ---------- | --- |
| Restaurant    | 法式餐館   | 提供正式全餐服務的餐廳，法國餐廳等級中最高級的一類。仅在巴黎就有5000多个，价格和菜单各不相同，從最高級的米其林三星到法國家常菜餐廳都算在內。在一天中的特定时间开放（通常是中午之後），週休至少一天以上。顾客从歐式花邊字體的菜单中选出你要的套餐。在巴黎之外的地方會有法國特色的地方料理，而某一些裝潢新穎的则提供後现代設計風格的菜。服务员們均要受過專門训练，且知识渊博。根据法國的法律，這一等級的餐廳必须提供固定菜单，尽管某些高级餐厅經常會隐瞒这一事实，營造出“隨機性、非固定菜品”的噱頭來吸引顧客。在此餐廳等級之內，很少有能吃到純素食的料理，米其林指南对这一类别的餐廳也能進行最準確的評級。 |
| Bistro        | 餐酒館     | 在全法國隨處可見的最普通的第二級餐廳，適合朋友聚會，是休閒度高的輕鬆型餐廳。通常規模比法式餐館要小，裝潢更加接近20世紀工業或田園風。雖然名稱叫做“餐酒館”，但實際上完全不喝酒也可以。通常以大型黑板和粉筆寫出今日的特惠菜單並擺放在門前，還有一個廚師的雕像作為迎賓的裝飾物。口頭菜單較多，菜品不固定，裡面的服務生很有可能並非專門技校畢業，而是打工族。更多的會提供法國地方特色料理，不一定能提供法式全餐。 |
| Bistrot à Vin | 葡萄酒館   | 以酒精飲料為賣點，但也可以吃飯的二級餐廳，全法皆有。有些會提供廉價的非葡萄酒飲料，包括啤酒等；而另一些則提供全系列的年份的葡萄酒，並以此而自豪。因為以喝酒為主，所以食物比上兩類來得簡單，包括香腸、火腿、貽貝和奶酪等在英語系國家、德語係國家也非常常見的菜品；但也有葡萄酒館會堅持酒精和主菜都同樣完美，能提供和“餐酒館”不相上下的菜餚。 |
| Bouchon       | 布熊餐館   | 在里昂以及法國南部專有的二級餐廳，他們以生產傳統的里昂美食為傲，如香腸、鴨肉或烤豬肉。這些菜餚比一般的法國菜來得油膩，以肉類為主，不講究用餐禮儀，給人一種沉浸在食慾、極度過癮的感覺。在法國南部，大約有20種官方的方法來認證的布熊餐館是否正宗，但在法國北部也有很多沒有經過認證的普通“餐酒館”來冒充此類型的餐廳。 |
| Brasserie     | 啤酒廠餐廳 | 經常出現於法國東部地區特色二級餐廳，這些餐廳由1870年代由來自德意志帝國的阿爾薩斯-洛林難民所創。因為此地處於法國和德國的交界處，所以這些場所不僅能提供法國阿爾薩斯的葡萄酒，也會提供接近德國巴登地區的啤酒。在阿爾薩斯洛林回歸法國後，這些阿爾薩斯的移民卻在法國東部常駐了下來，並且演變為地方特色餐廳。裏面還經常販賣甜品和海鮮，是非常多元化的餐廳。啤酒廠餐廳幾乎每天都會營業，還是全天營業的，不過每日提供的菜品基本都一樣，很少會根據季節、節日而做出改動。 |
| Estaminet     | 工人酒館   | 只存在於法國西北部的特殊二級餐廳，只在工業發達的加萊和皮卡第地區出現。此種餐廳曾經是農民工、礦工和紡織工人的聚會場所，也是他們工作之餘的社交中心，有時工人酒館會臨近的雜貨店、五金店融為一體。其形式和荷蘭、比利時的啤酒酒吧類似，顧客可以吃到法國西北部的特色菜，玩到滾球和彈珠檯。這些工人酒館在21世紀初幾乎消失了，但現在被法國政府認定為上法蘭西大區的歷史文化遺產，在2010年代完成復建。 |
| Café          | 法式咖啡館 | 第三級餐廳，主要是提供咖啡、甜品和酒精飲料的餐廳，雖然名為“咖啡”館，但顧客也可以選擇只吃餐點、不喝咖啡。經常有額外的桌椅通常放在店鋪外面，在日照強烈以及下雨的時候，則配有大型遮陽傘。室外在享受餐點的服務價格通常更高，不過這些餐廳的人員也和最高級的法式餐館一樣，是接受過專業訓練的，會講英文的幾率比較高。提供包括沙拉、三明治、可麗餅和貽貝。法式咖啡館通常在清晨開門，晚上九點左右關門，也有些會提供夜宵和凌晨的服務。20世紀，眾多歐洲的文學家、哲學家、社會學家以及藝術家都會呆在這種類型的餐廳中進行創作或者與人辯論。                                                                           |
| Salon de Thé  | 茶室沙龍   | 這些茶室沙龍才是與世界其它地方的“咖啡廳”類似的場所，為三級餐廳。這些茶室沙龍通常提供各種蛋糕、麵包，但不會提供酒精飲料。除了上述法式咖啡館會提供的菜品之外，還提供下午茶套餐、熱巧克力、奶茶等，其原型是18世紀啟蒙運動中的沙龍，並且在19世紀融入了維多利亞時代英式下午茶的一些概念發展而成。茶室沙龍通常在中午之前開放供應午餐，然後在下午接近5、6點的時候就關閉。 |
| Bar           | 美式酒吧   | 基於美國風格的酒吧的三級餐廳，基本配置都和美國差不多，但增加了很多法國特色輕食，依然以吃為主而非喝酒。許多建於20世紀中，尤其是在戰間期和第二次世界大戰後，當時法裔美國人大量回歸法國，加上從美國移民至法國的年青人增多，所以他們把美國的那種徹夜狂歡、一起觀看體育賽事的酒吧帶入法國。這種美式酒吧在巴黎非常普遍，但在法國其他地方，尤其在非大城市的地區，這種餐廳卻很罕見。美式酒吧可以供應雞尾酒、威士忌、披薩、炸雞和其它酒精飲料，也不需要什麼特別的用餐禮儀，服務人員很多甚至不是法國人。 |

## 法國的地方菜

### 巴黎和法兰西岛地区
法兰西岛地区是全法国的中心，超过9,000家食肆林立于巴黎，所以几乎全法国所有地区的特色料理都汇集于此。大巴黎地区也是全世界米其林星级餐厅第二多的都会区。
- 布利乾酪和著名的卡芒貝爾奶酪一样是用牛奶制成的花皮软奶酪。布利的历史可以上溯到公元八世纪查理大帝时代，是最古老的软牛奶奶酪。一千年前的腓力二世国王则让Brie成为当时王宫的宠儿。布里的种类有很多，最出名的是Meaux产的布里（Brie de Meaux），默倫布里（法语：Brie de Melun）和Coulommiers布里（Brie de Coulommiers）。Meaux是布里闻起来有轻微的发酵味，食时有微微的榛子味道。Melun布里的味道比Meaux布裏更浓烈，通常带有盐味；Coulommiers布里入口来则有柔和的杏仁味。

### 香槟及洛林-阿尔萨斯地区

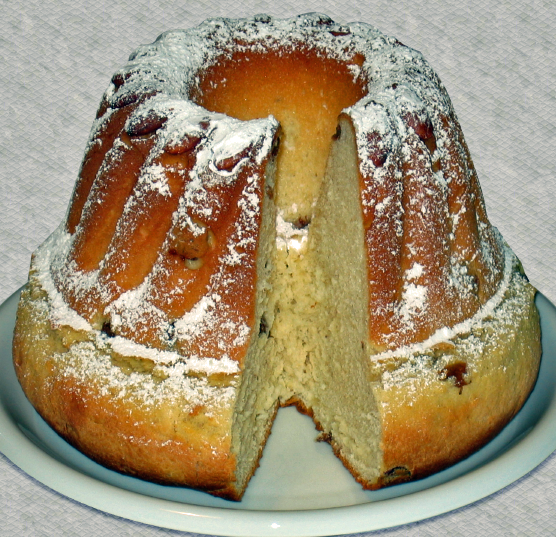
奶油圆木桶蛋糕是法国阿爾薩斯地区的特产甜品

香槟地区盛产白葡萄酒，洛林则有著名的法式鹹派（Quiche Lorraine），阿尔萨斯则受到阿勒曼尼饮食文化影响，偏向于德国式。啤酒花和菊苣耕種於这一地区，二者皆可作蔬菜食用。亞爾薩斯以及洛林有啤酒釀製傳統。洛林烹調常用啤酒，亞爾薩斯較常用白葡萄酒入菜。亞爾薩斯料理以豬肉熟依為重心，德式酸菜配豬肉和香腸最有代表性。蛋糕派餅也很普遍，特別是奶油圆木桶蛋糕（kouglof），一种用葡萄乾、紅醋栗的杏仁奶油味冠形蛋糕，有時還以櫻桃酒浸過。
- 聖傑曼湯
- 奶油軟麵包
- 馬鈴薯沙拉
- 蛋白杏仁甜餅
- 瑪德蓮蛋糕（或）
- 肉醬派餅
- 鹹蛋培根
- 亞爾薩斯塔
- 炭火煨牛肉

### 北部加來海峽省、諾曼第、布列塔尼地區

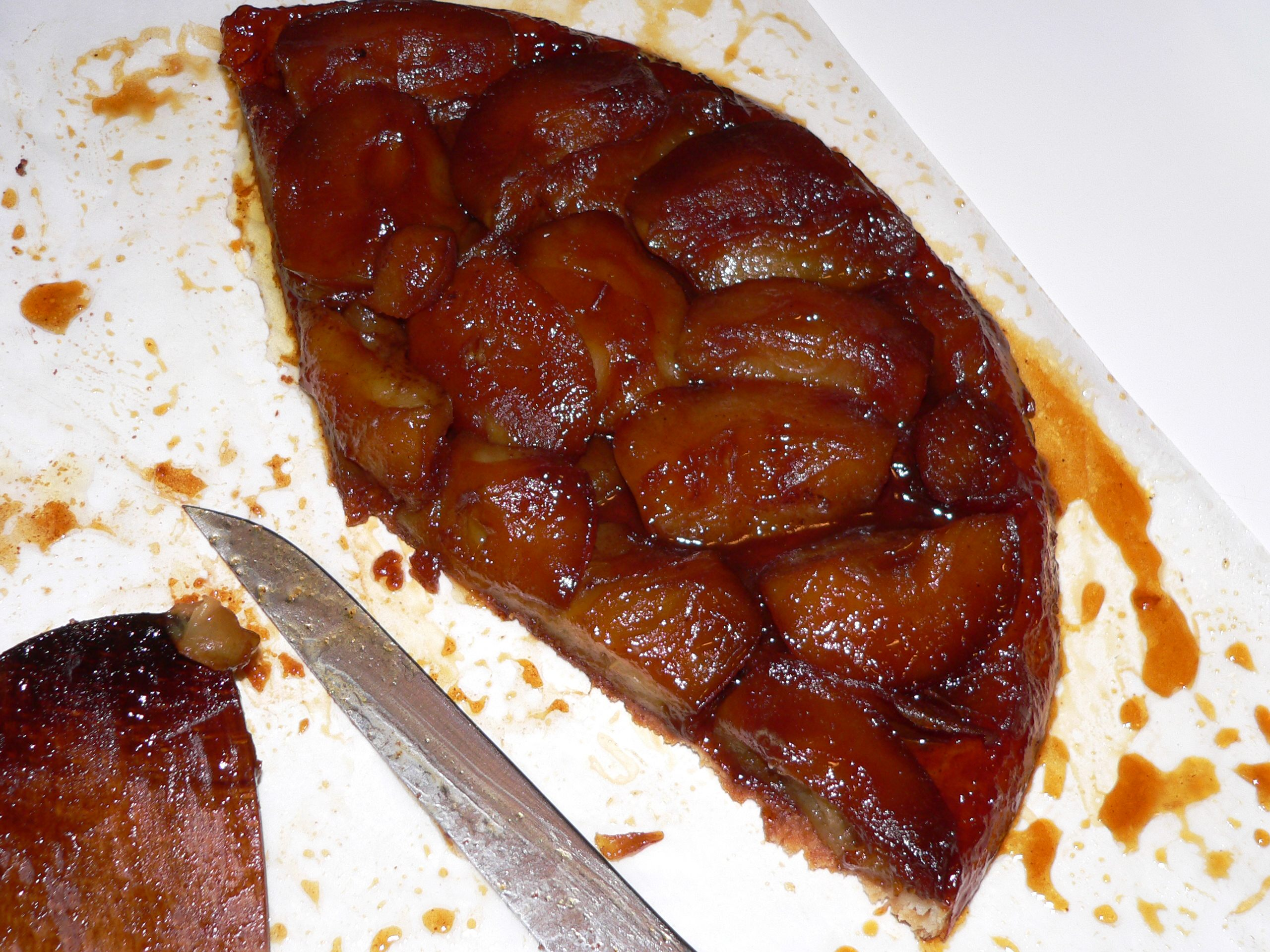
翻轉蘋果塔

濱臨海岸線的北部地區供應許多甲殼類、鱸魚、安康魚、鯡魚等海產，其中諾曼第還擁有品質優良的海產，例如扇貝和龍脷。鹹水沼澤上所養的小羊，因肉質略鹹而獨具風格。內地所生產的牛奶可製成牛油、乳酪以及鮮牛油。此地盛產蘋果，釀成著名的蘋果白蘭地。
- 卡芒贝尔奶酪
- 生蠔
- 翻轉蘋果塔
- 卡恩式燒牛雜（tripes à la mode de Caen）
- 海鮮盤
- 烤鮭魚淋奶油白醬汁

### 羅亞爾河谷和中部地區
以美食聞名的里昂是品嚐正宗里昂菜的好地方，不論是三星級餐廳的佳餚，或是口味濃郁的地方料理家常菜。當地豐富的農產品使本來卓越的烹飪手對推向更高層次，如知名的伯黑斯雞、墨馮山區的干火腿。
- 里昂式內臟腸（英语：Lyonnaise cuisine）
- 伯黑斯雞肉
- 勃艮地焗蝸牛
- 勃艮地紅酒燉牛肉
- 第戎式牛排